# Tourisme dans la Haute-Saône

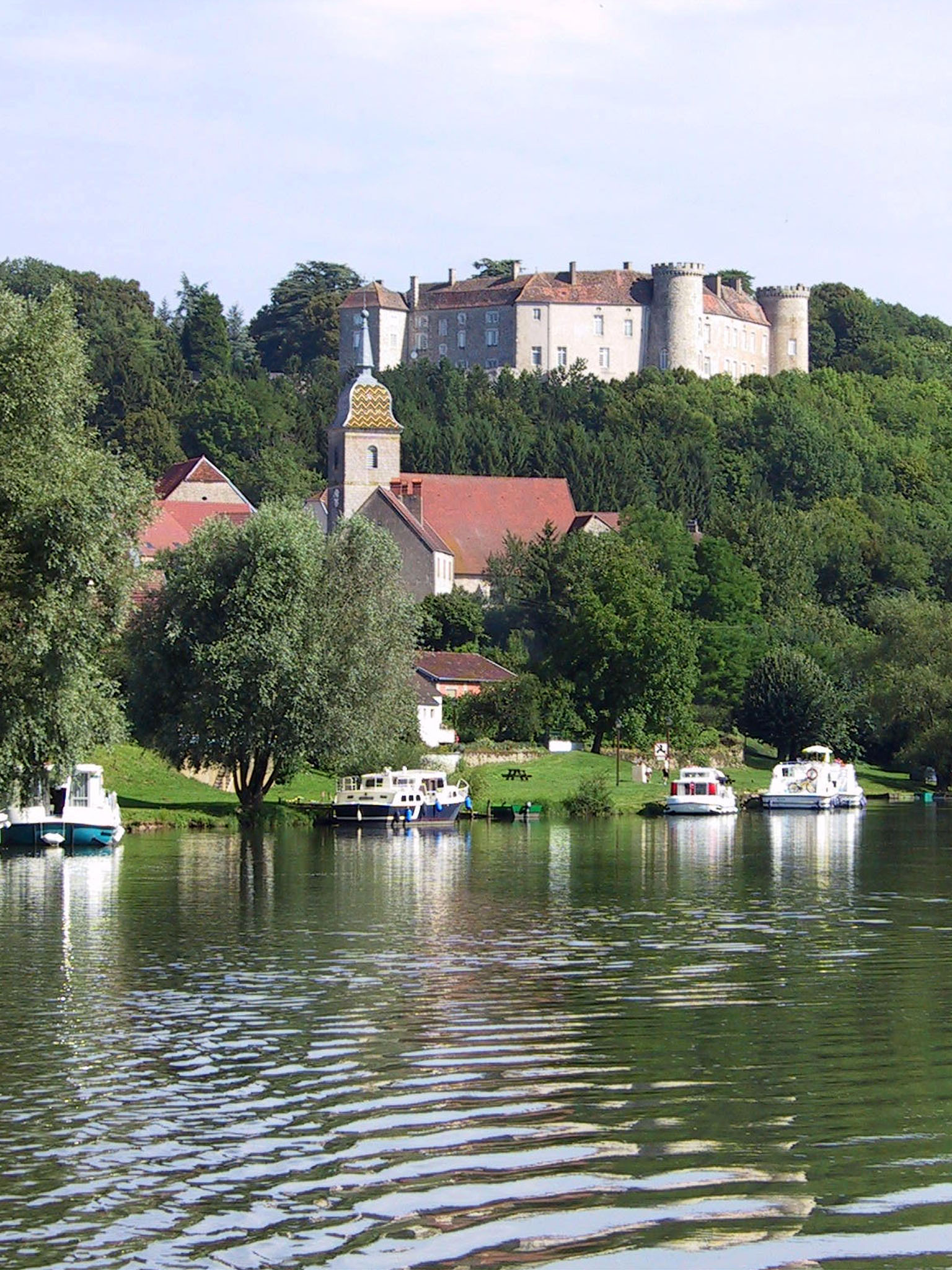
Le tourisme en Haute-Saône se caractérise par la possibilité d'utiliser des transports variés, souvent doux (vélo, cheval, bateau, randonnée pédestre) dans un paysage bucolique marqué par des monuments anciens (châteaux, églises, lavoirs ou vestiges du passé minier et industriel du département).

Le tourisme dans la Haute-Saône est principalement axé sur une activité verte et nature en campagne (huit communes sont classées station verte et le nord-est du département est situé dans le périmètre du parc naturel régional des Ballons des Vosges et de la réserve naturelle nationale des Ballons comtois). La Haute-Saône est un des derniers départements quant à la fréquentation, classée 91e sur 95. Ce chiffre s'explique par l'absence de tourisme de masse. Le cyclotourisme, la randonnée pédestre et le tourisme fluvial sont les principales activités touristiques. Ces activités d'itinérance permettent de découvrir un paysage rural parsemé de monument divers : châteaux, édifices religieux, lavoirs, fermes avec charri et chalot ; les croix et calvaires ou encore vestiges du passé minier et industriel du département. Par ailleurs, seize bourgs et villages font partie du réseau des « Cités de Caractère de Bourgogne-Franche-Comté ». 
Le site le plus visité est la chapelle Notre-Dame-du-Haut de Ronchamp avec une moyenne de 65 000 visiteurs annuels. C'est également le seul site du département classé au patrimoine mondial de l'UNESCO. La Planche des Belles Filles est une montagne connue pour sa station de sports d'hiver et surtout pour l'accueil d'étapes du Tour de France. La région des Mille étangs est fréquemment survolée pour ses paysages.

## Accès

Réseau routier principal de la Haute-Saône.

- Route européenne 54 (RN 19), traversent le département du nord-ouest à l'est et RN 57, traversent le département du nord-est au sud.
- Autoroute française A36 traversant la Franche-Comté du nord-est au sud-ouest, sans passer dans le département.
- Aéroport international Bâle-Mulhouse.
- Chemin de fer via les gares voyageurs d'Aillevillers, Champagney, Héricourt, Luxeuil-les-Bains, Lure, Ronchamp, Vesoul.

## Sites visités

### Monuments

#### Châteaux
- le château d'Oricourt, château fort du XIIe siècle ;
- le château de Ray-sur-Saône ;
- le château de Villersexel ;
- le château de Bay ;
- le château de Beaujeu ;
- le château de Bougey ;
- le château de Boult ;
- le château de Champlitte ;
- le château de Filain ;
- le château de Fondremand ;
- le château de Gy ;
- le château d'Héricourt ;
- le château de Saint-Loup-Nantouard ;
- le château de Seveux.

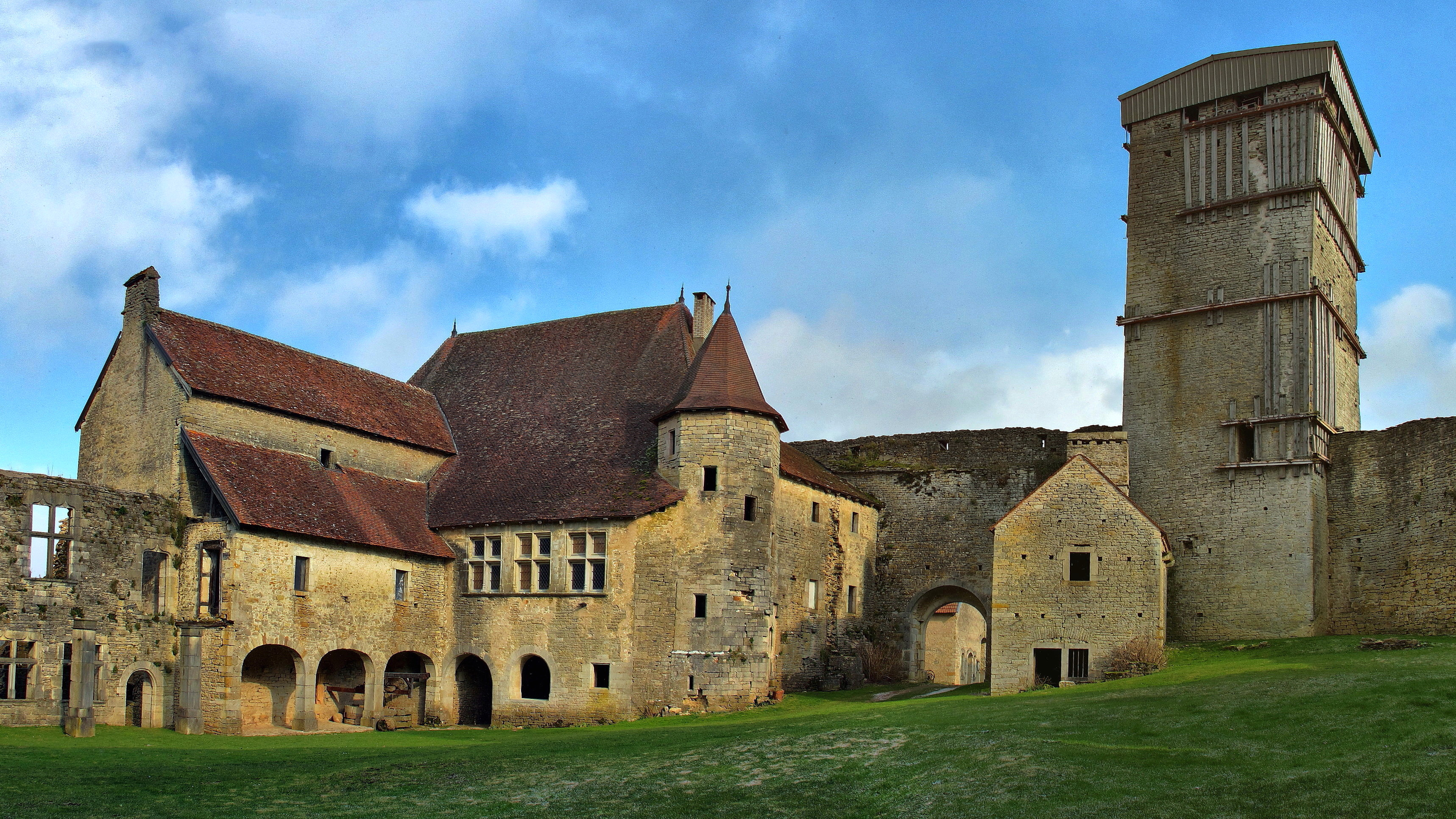
Château d'Oricourt.
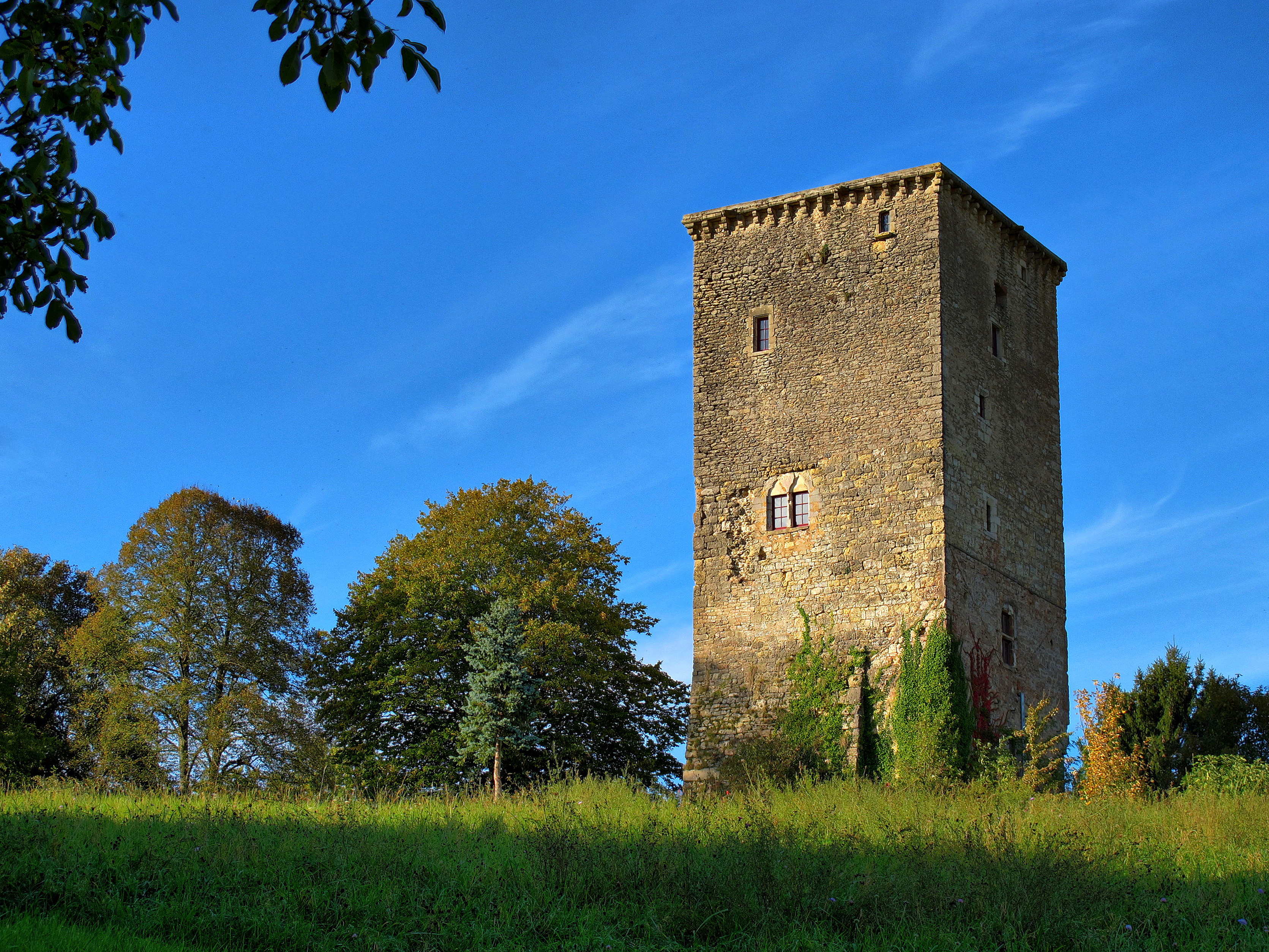
Château de Beaujeu.
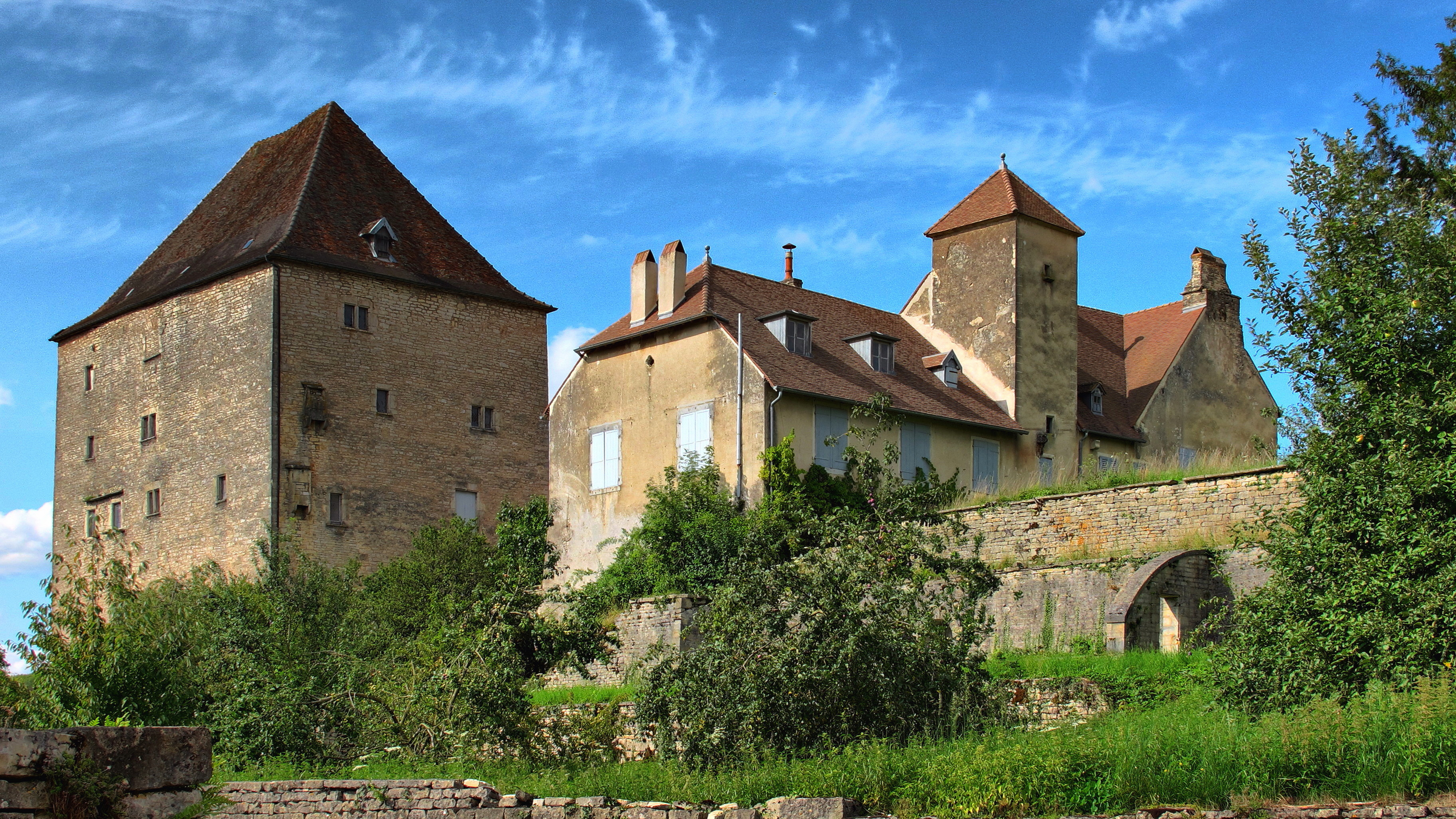
Château de Fondremand.
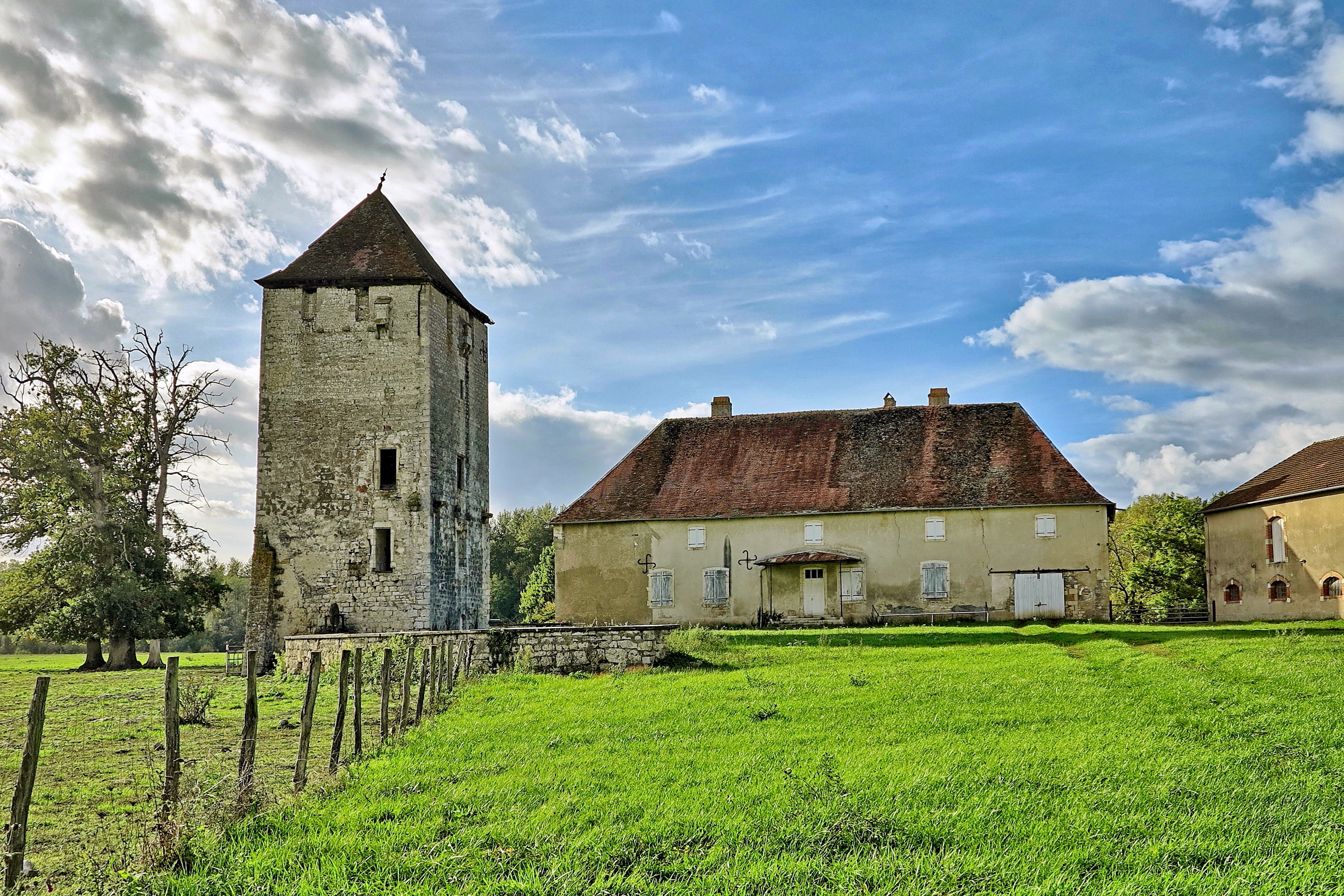
Château de Seveux.

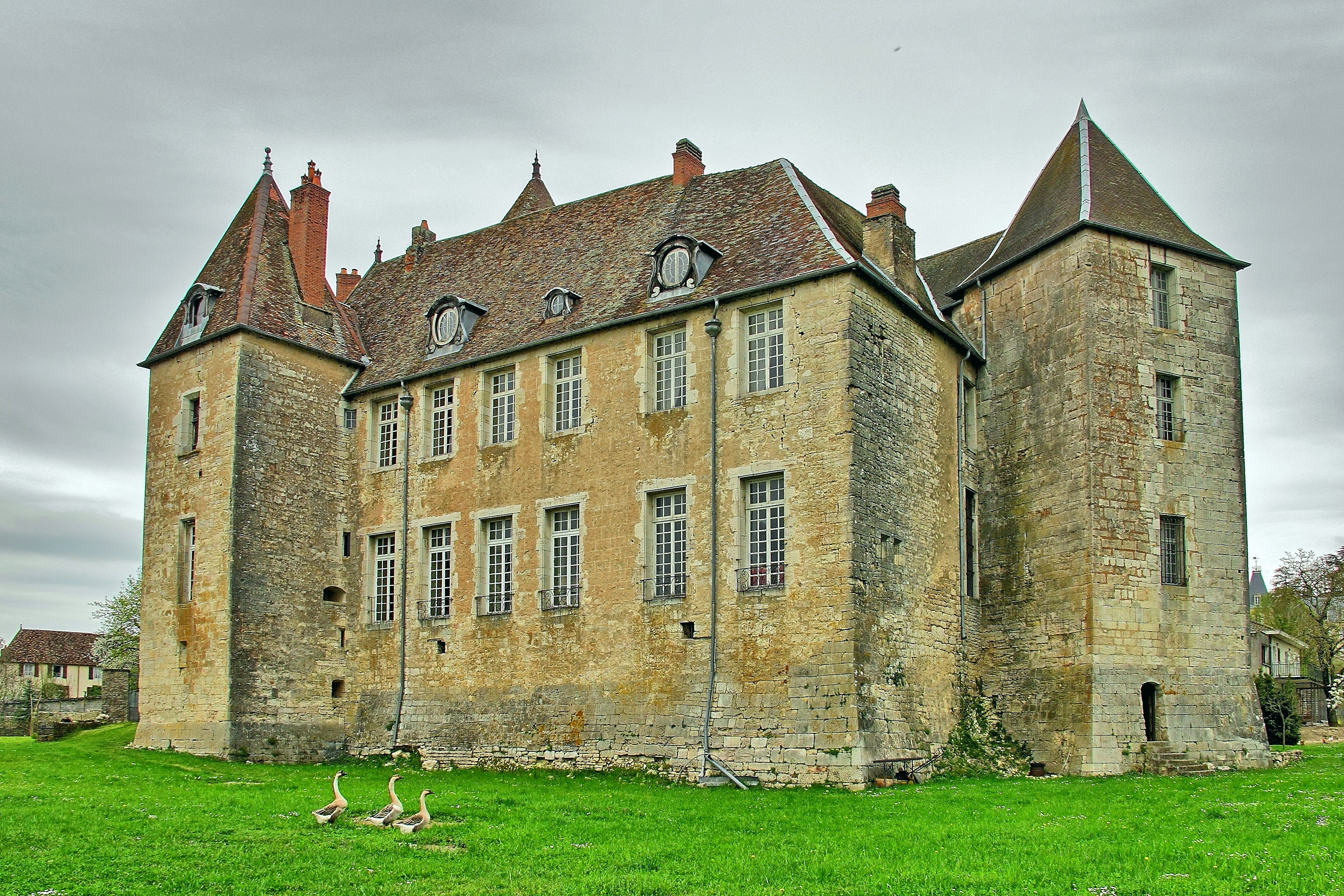
Château de Gy.
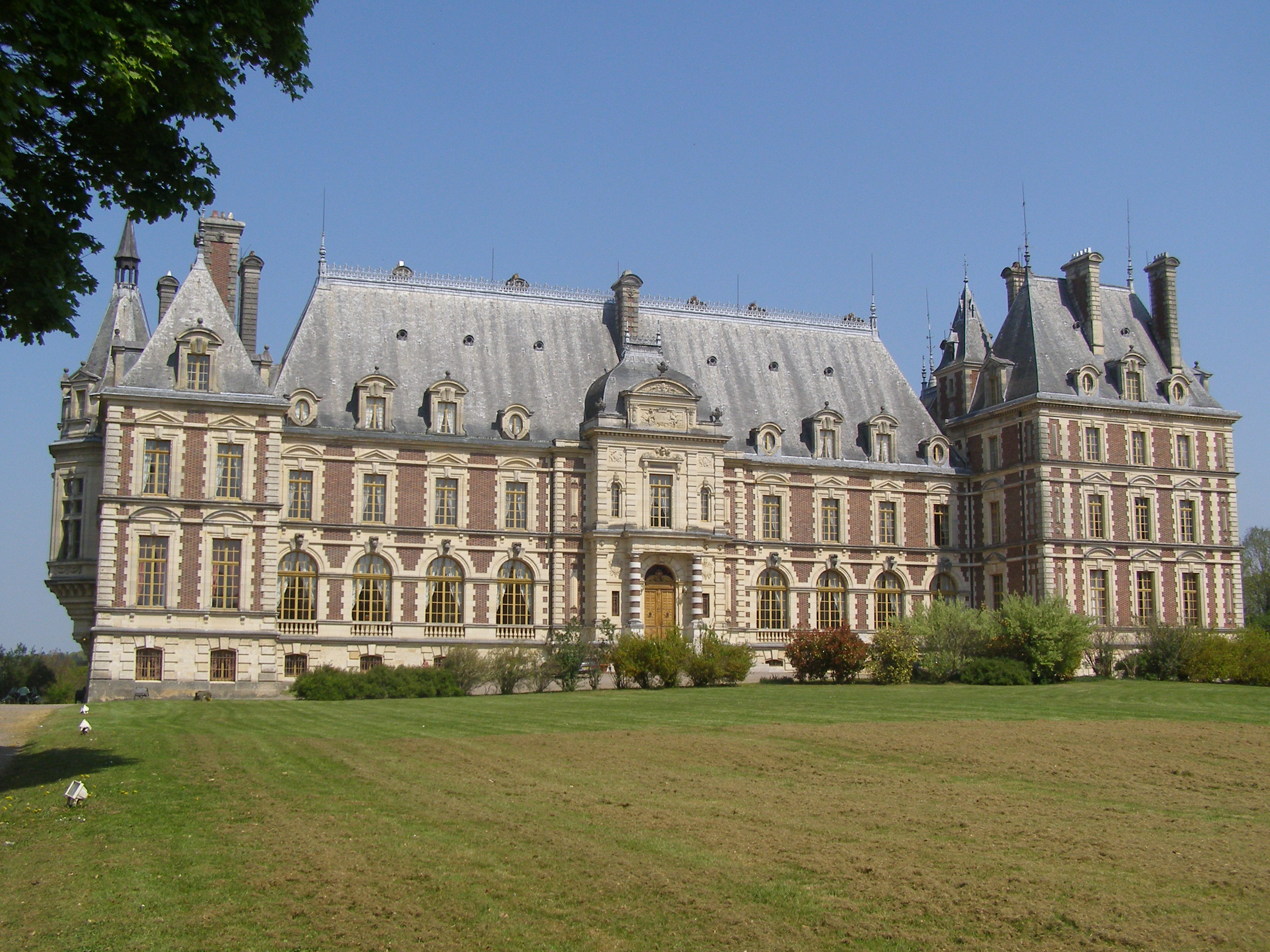
Château de Villersexel.
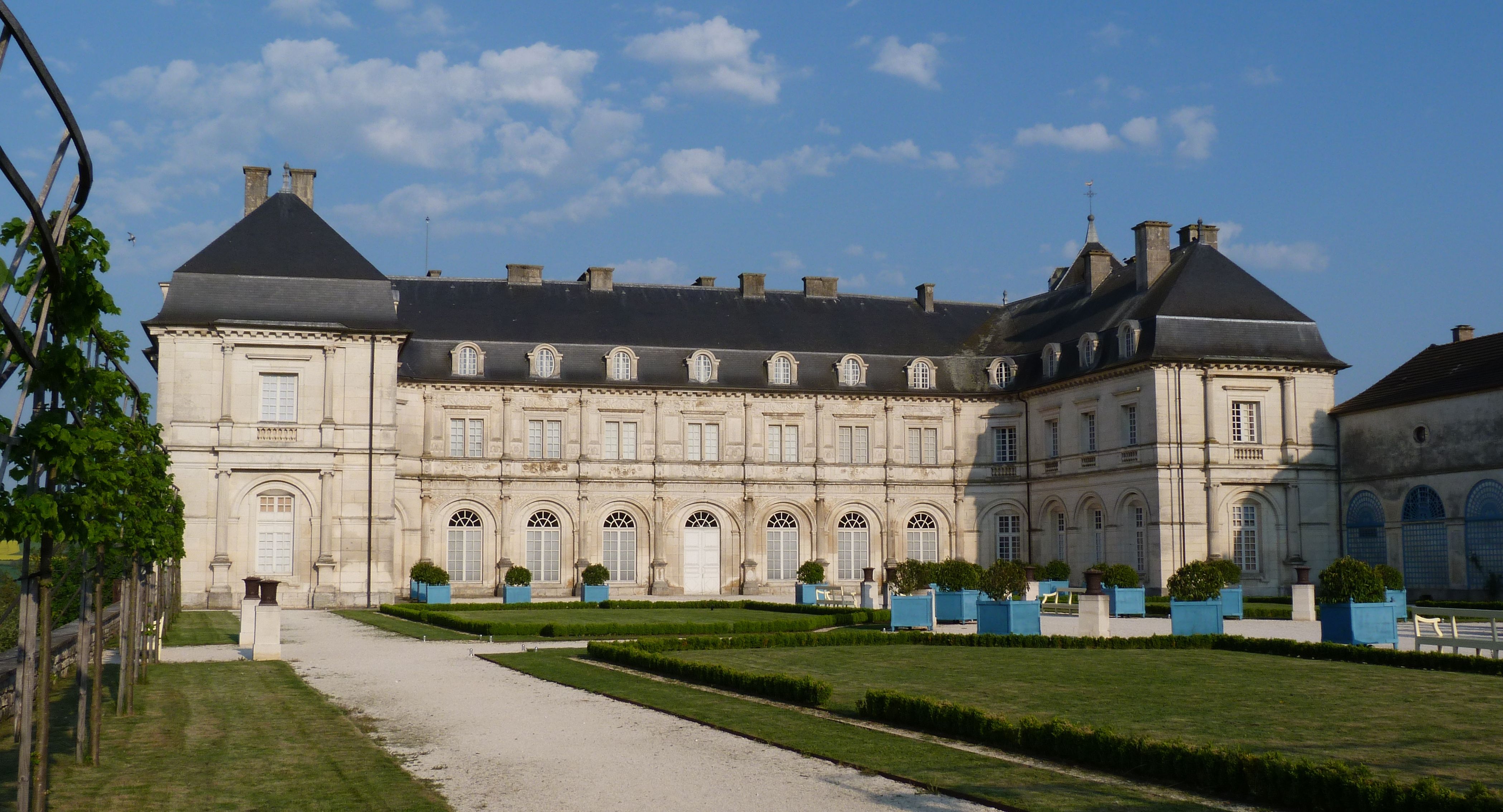
Château de Champlitte.
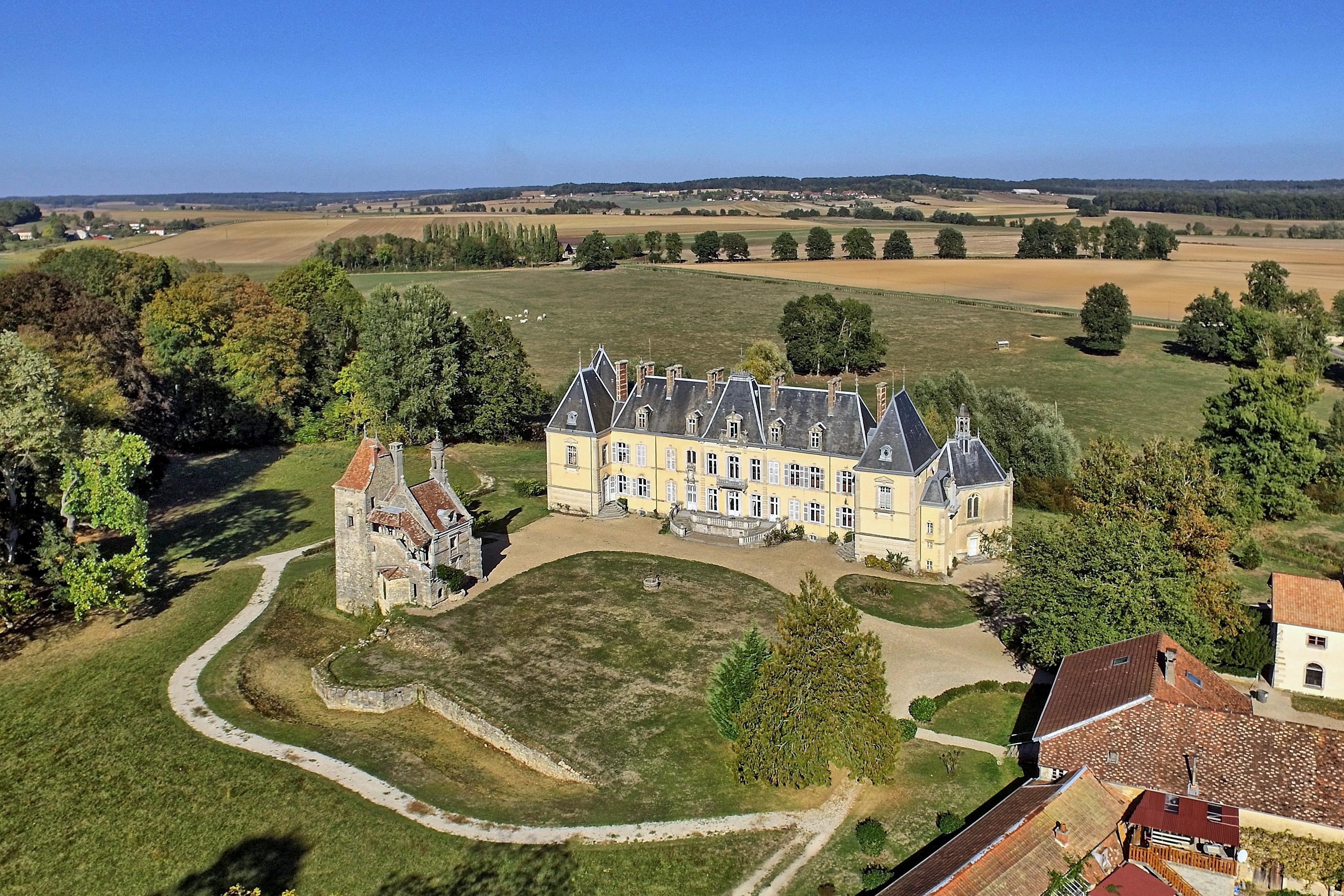
Château de Saint-Loup-Nantouard.

#### Édifices religieux
- La chapelle Notre-Dame-du-Haut à Ronchamp (entre Lure et Belfort). Cette dernière est l'œuvre de l'architecte Le Corbusier et a été édifiée en 1955 sur la colline de Bourlémont (classée au patrimoine mondial de l'UNESCO) ;
- la basilique Notre-Dame de Gray ;
- la basilique Saint-Pierre-et-Saint-Paul de l'abbaye Saint-Colomban de Luxeuil-les-Bains ;
- l'abbaye Notre-Dame de Faverney ;
- l'abbaye de Cherlieu ;
- le prieuré de Marast ;
- l'église Saint-Pierre de Jussey ;
- l'église Saint-Didier d'Autrey-lès-Gray ;
- l'église de l'Assomption de Chariez ;
- l'église Saint-Maurice de Cirey-lès-Bellevaux ;
- l'église Saint-Étienne d'Avrigney-Virey ;
- l'église Saint-Georges de Confracourt ;
- l'église Saint-Georges de Maizières ;
- l'église Saint-Symphorien de Marnay ;
- l'église Saints-Pierre-et-Paul de Mélisey ;
- l'église de la Décollation-de-Saint-Jean-Baptiste de Traves ;
- l'Église Saint-Laurent de Champagney ;
- l'église de la Décollation-de-Saint-Jean-Baptiste de Saulnot ;
- l'église Saint-Martin de Faucogney-et-la-Mer ;
- l'église Saint-Hilaire de Pesmes ;
- l'église Saint-Valentin de Lavoncourt ;
- l'église Sainte-Marie-Madeleine de Grandecourt ;
- l'église Saint-Martin de Blondefontaine.

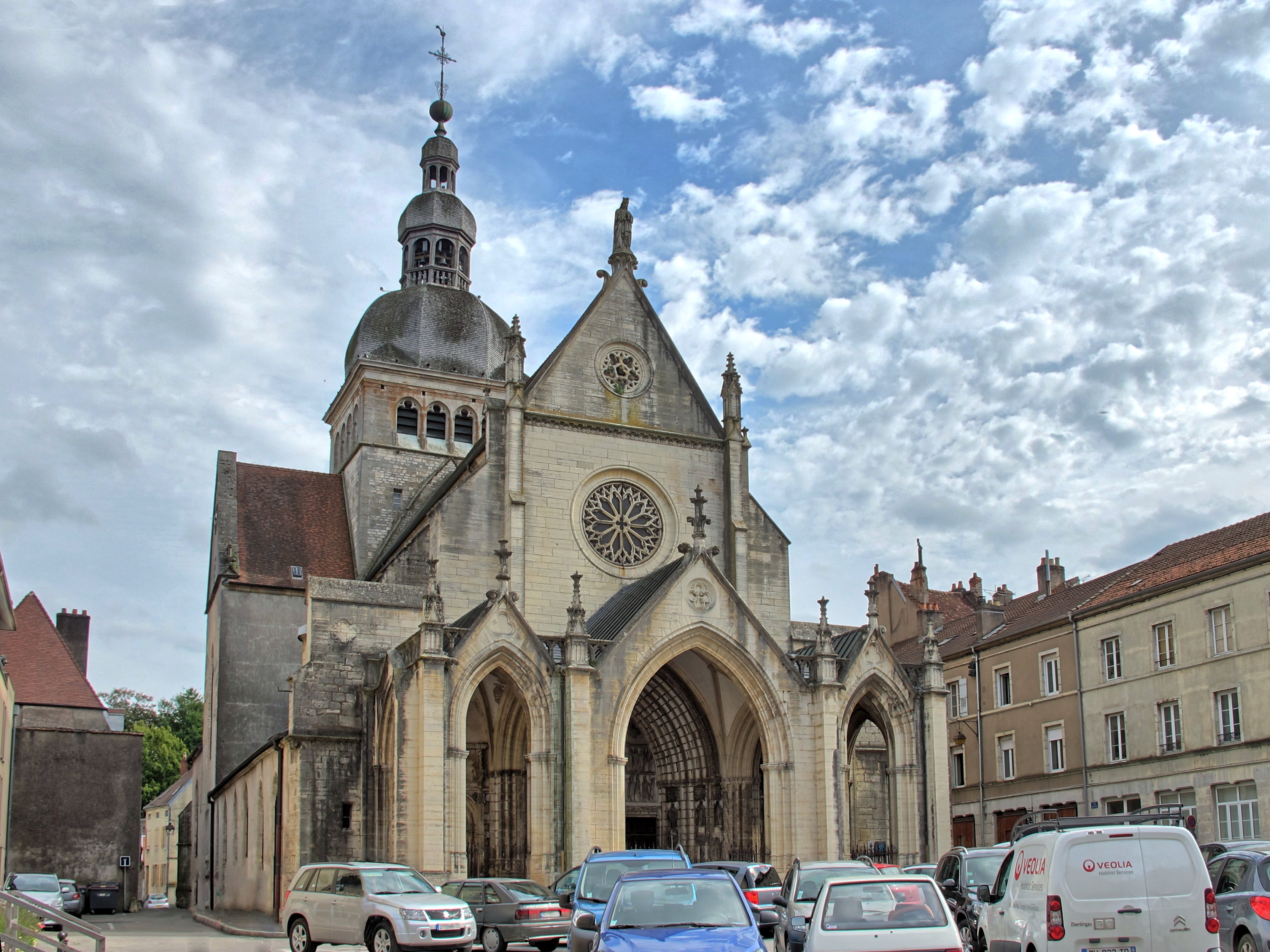
Basilique Notre-Dame de Gray.
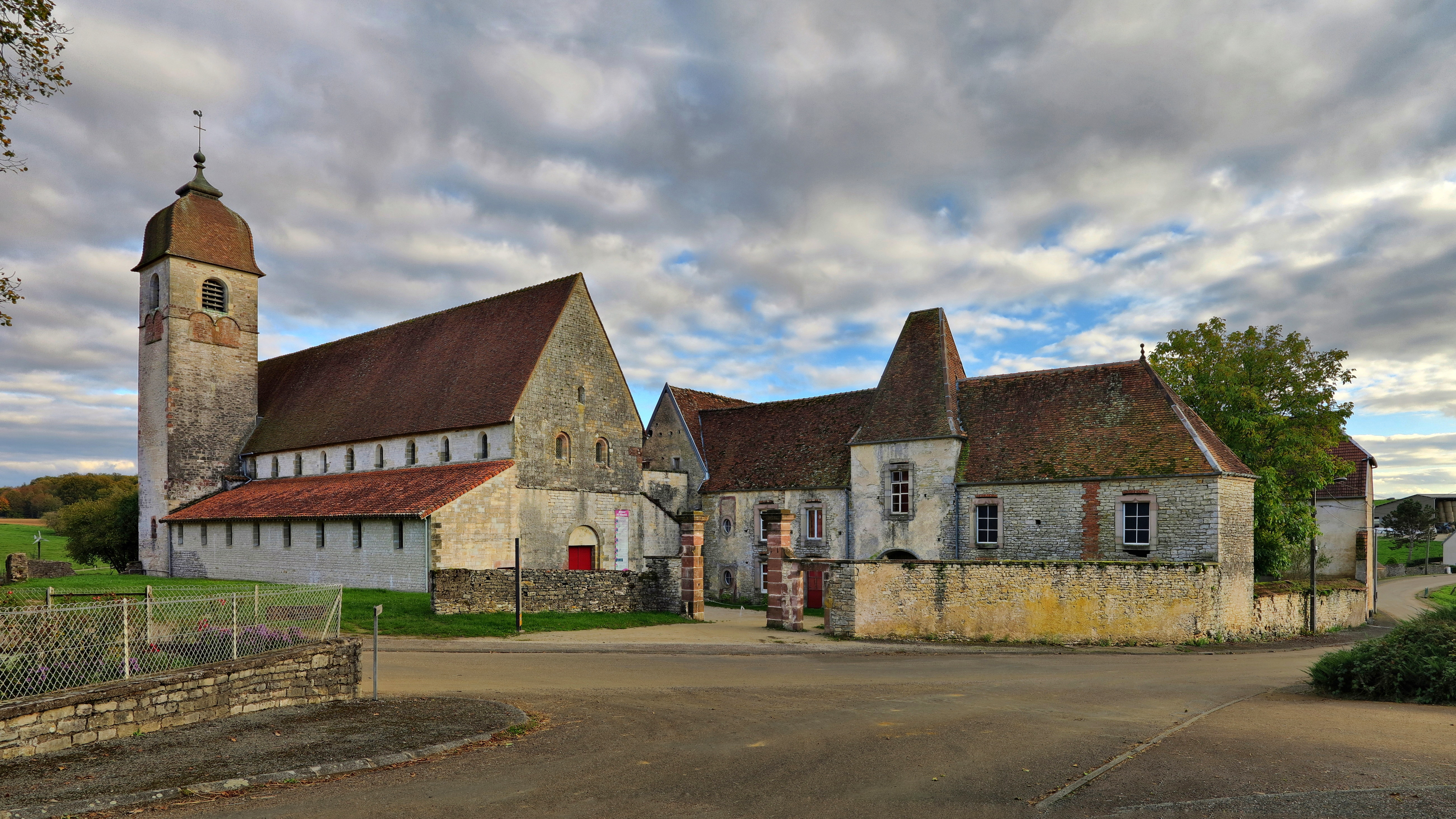
Prieuré de Marast.
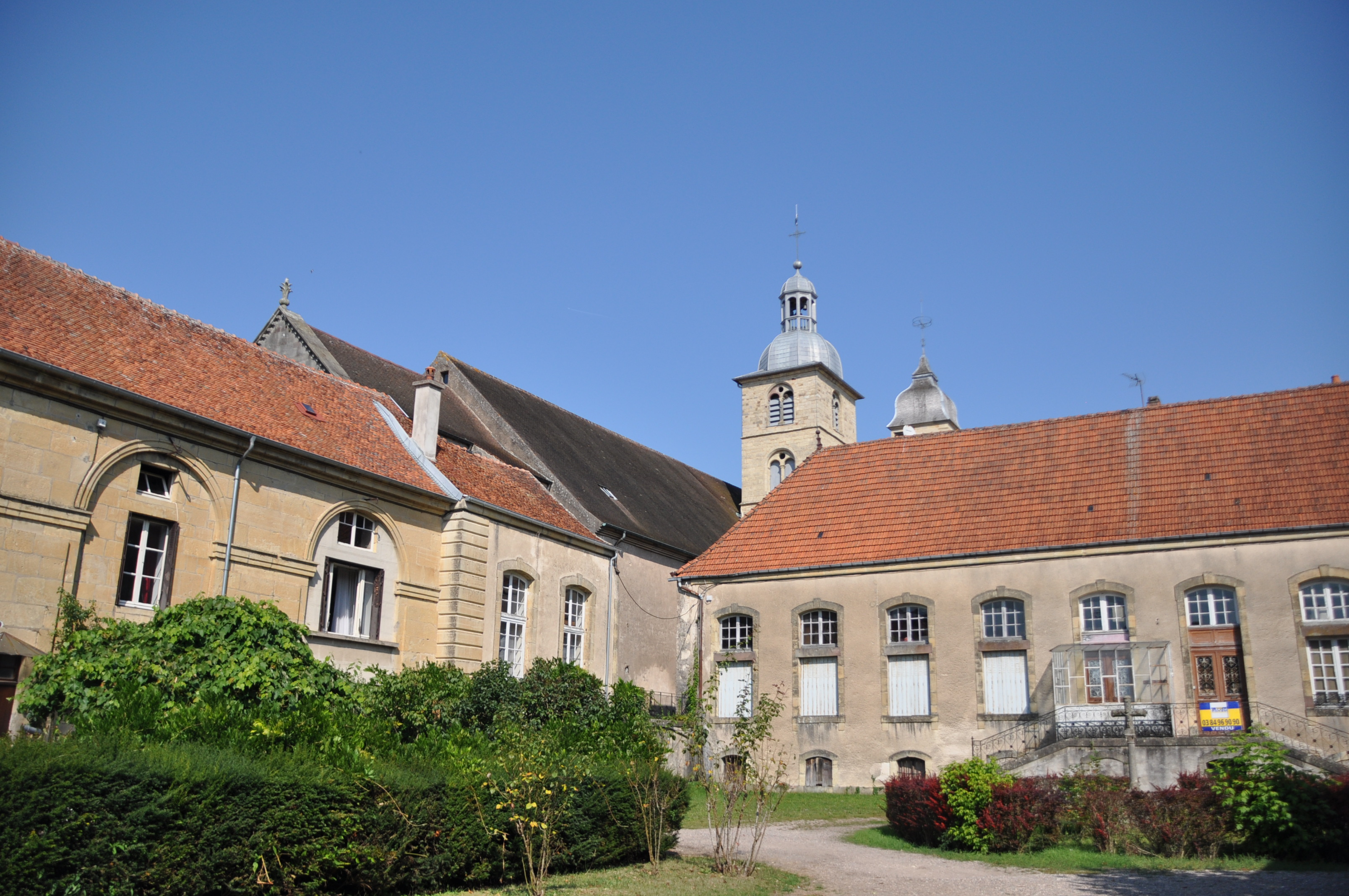
Abbaye Notre-Dame de Faverney.
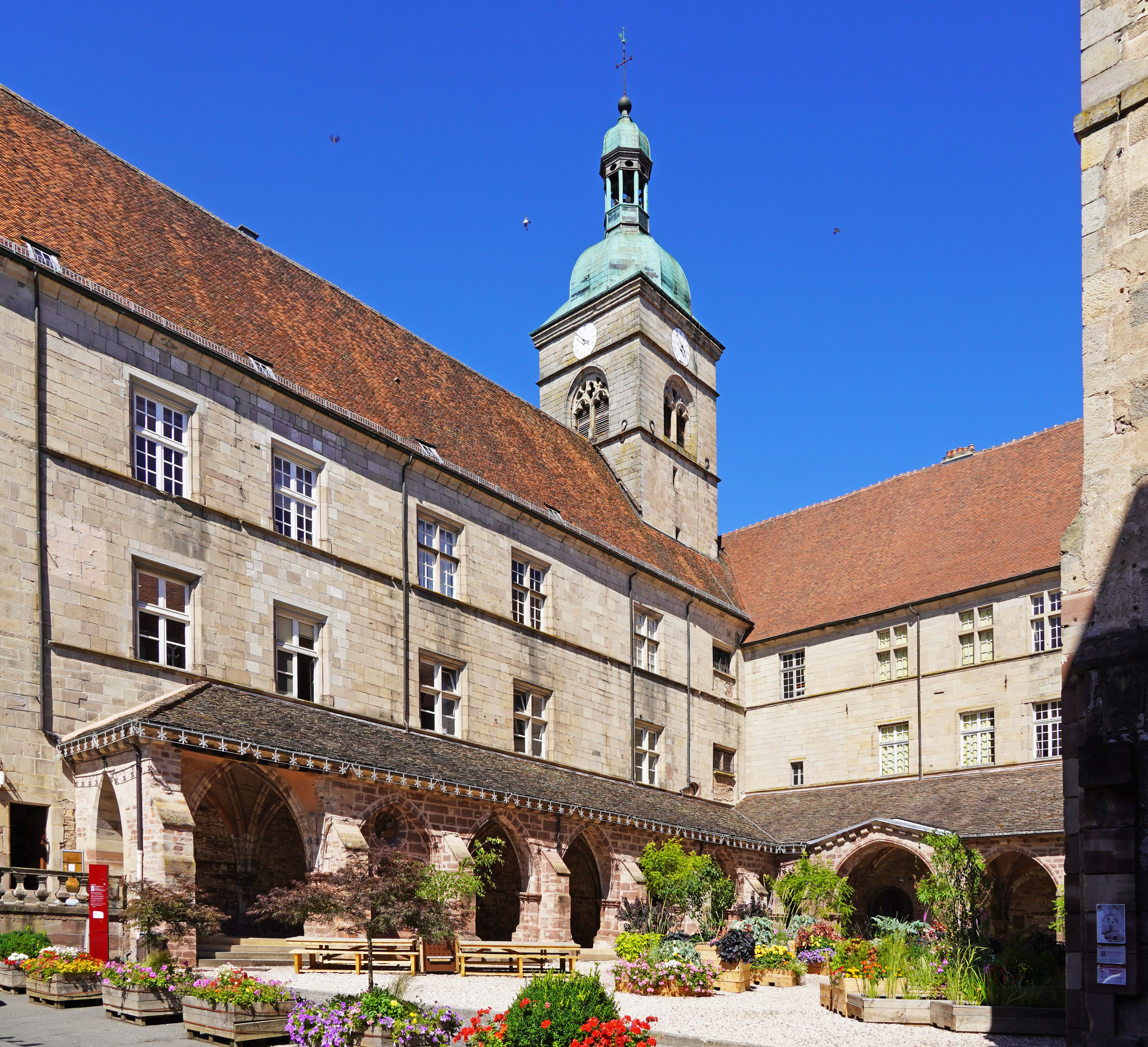
Abbaye Saint-Pierre et Saint-Paul de Luxeuil.
Chapelle Notre-Dame-du-Haut.

#### Patrimoine industriel
- la forge-fonderie de Baignes ;
- Forges de Varigney ;
- Forges de Pesmes ;
- la saline de Mélecey, unique dans le département ;
- le chevalement du puits Sainte-Marie, unique chevalement de Franche-Comté ;
- le canal de la Haute-Saône et le tunnel du Chérimont inachevés et alimentés par le bassin de Champagney.

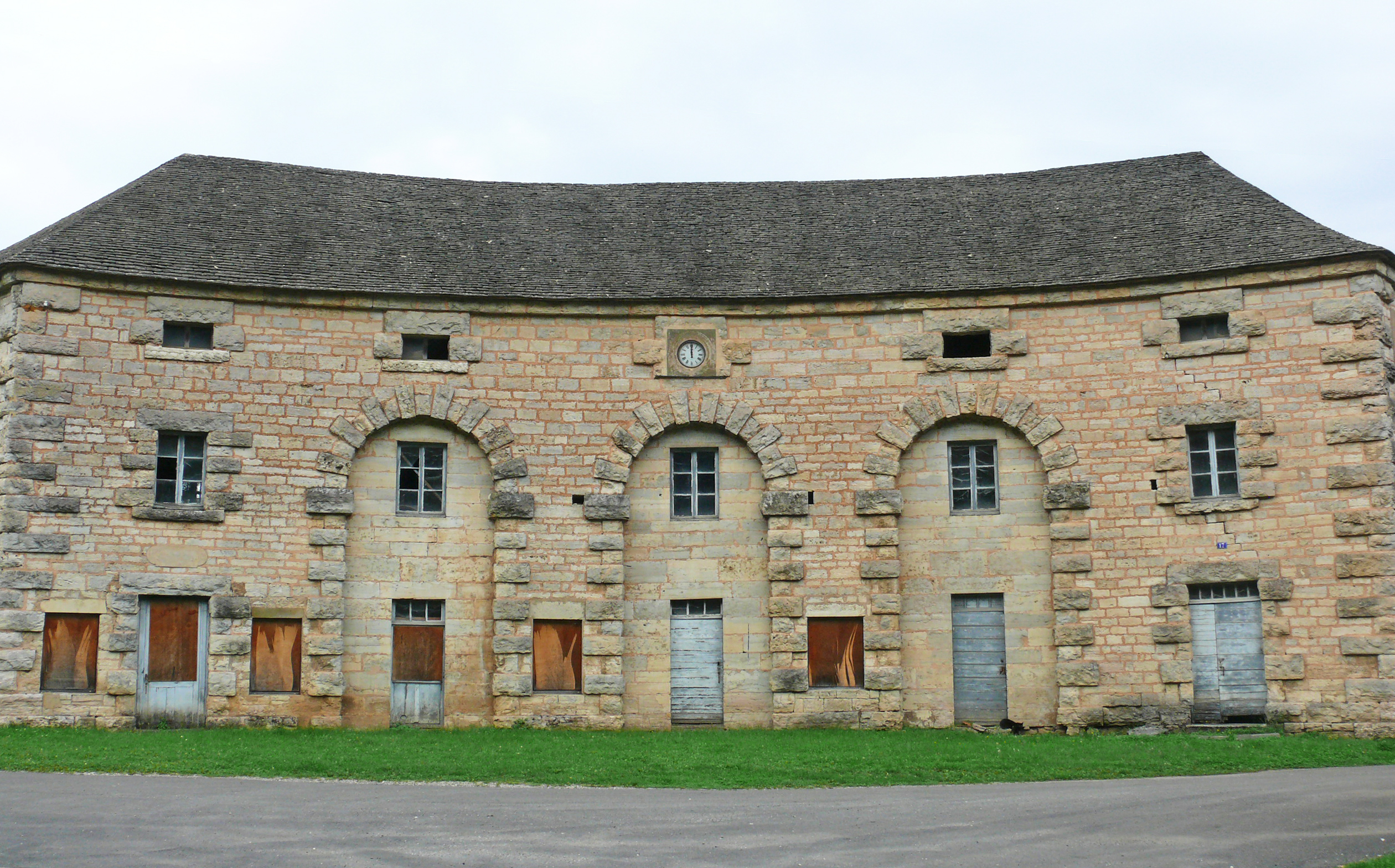
Forges de Baignes.
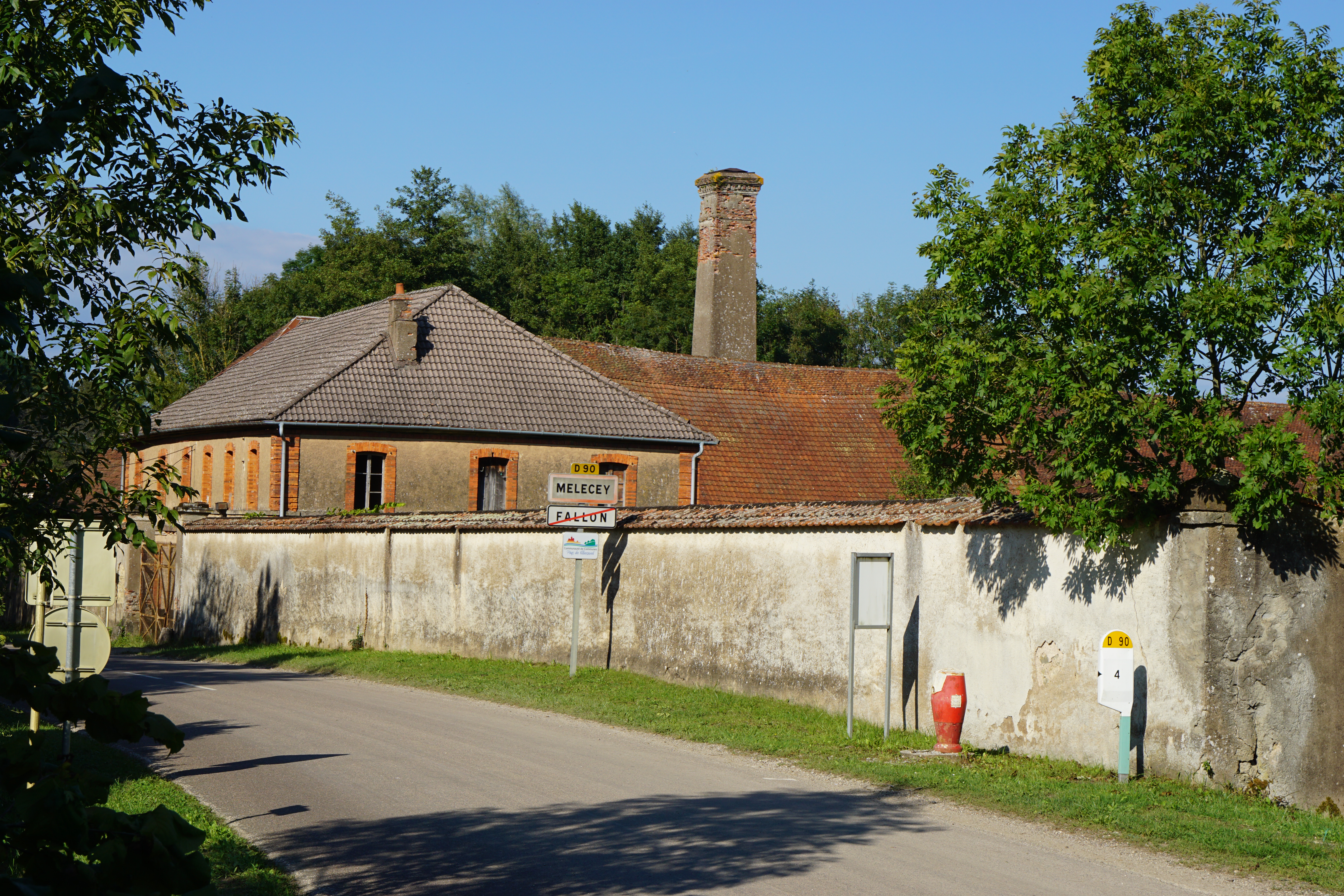
Saline de Mélecey.
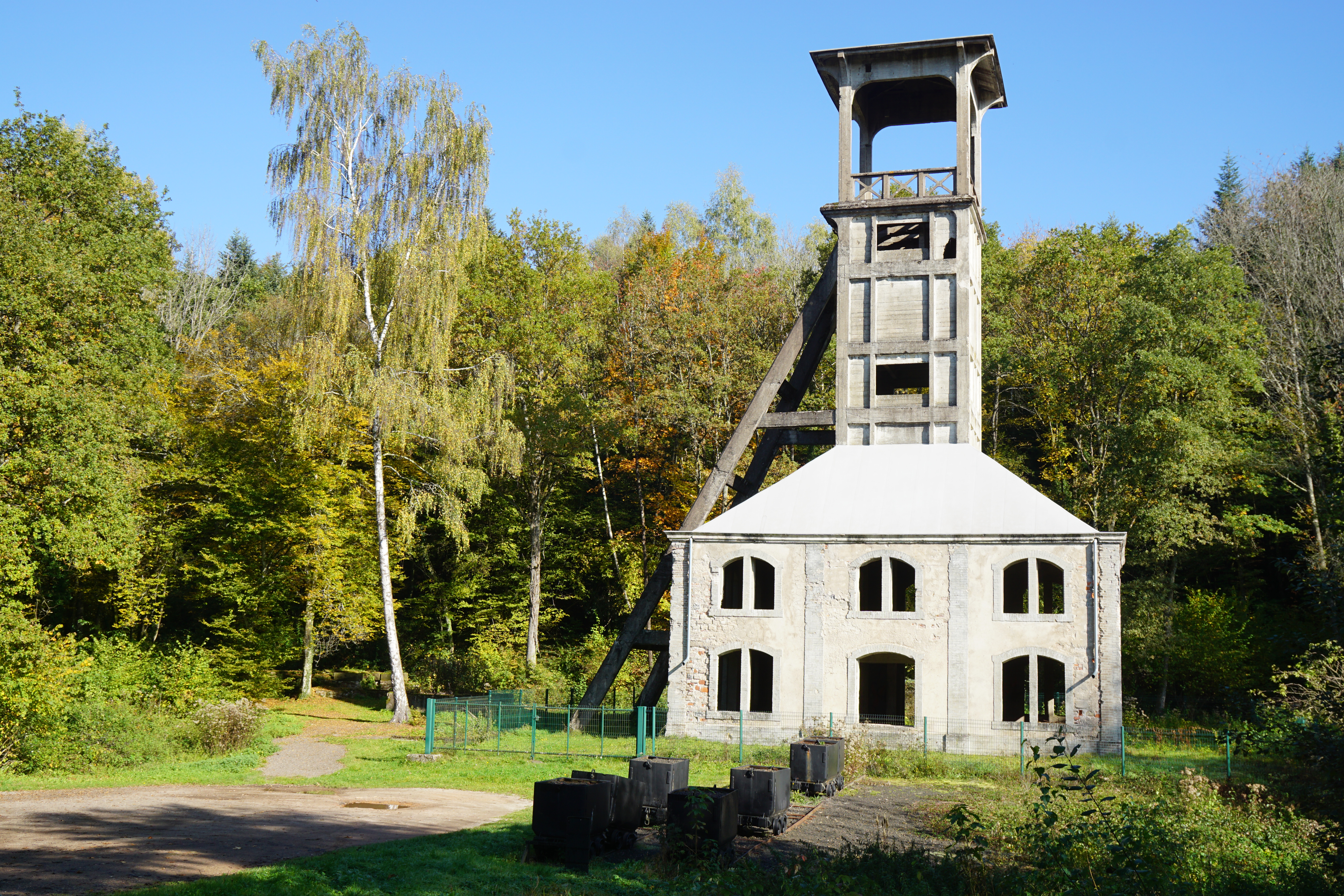
Chevalement du puits Sainte-Marie à Ronchamp.
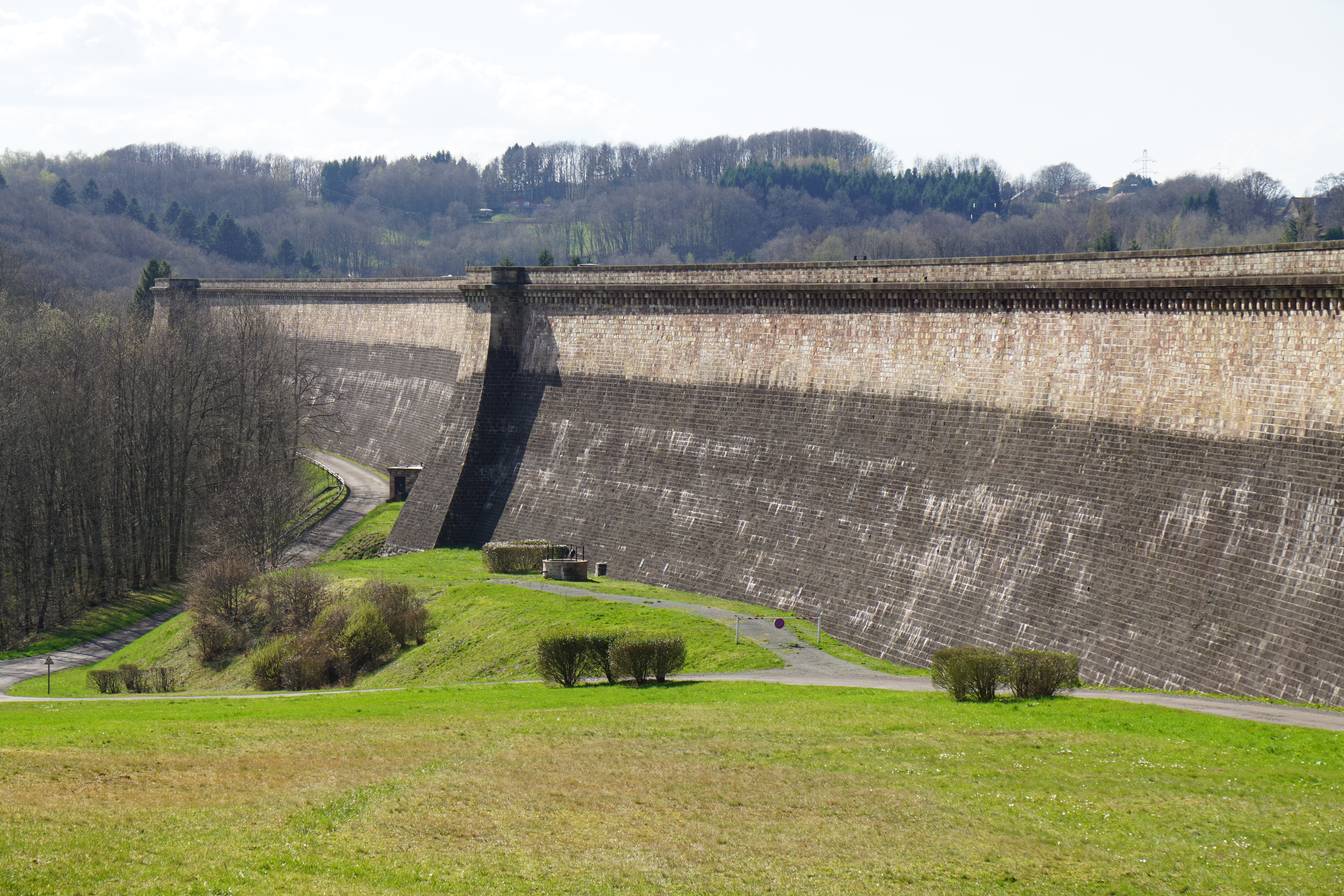
Barrage du bassin de Champagney.

### Musées
- Musée Jean-Léon Gérôme de Vesoul ;
- les musées départementaux Albert et Félicie Demard (musées des arts et traditions populaires) de Champlitte ;
- le musée départemental des arts et techniques de Champlitte ;
- le musée Baron-Martin de Gray ;
- le musée de la Tour des échevins de Luxeuil-les-Bains ;
- le conservatoire de la Dentelle de Luxeuil-les-Bains ;
- le musée départemental de la Montagne de Château-Lambert ;
- le musée de la mine Marcel-Maulini dans le centre de Ronchamp qui retrace l'histoire méconnue de son exploitation minière ;
- l'écomusée du pays de la cerise et du kirsch de Fougerolles ;
- la Maison de la Négritude et des Droits de l'Homme à Champagney ;
- la verrerie-cristallerie de Passavant-la-Rochère.

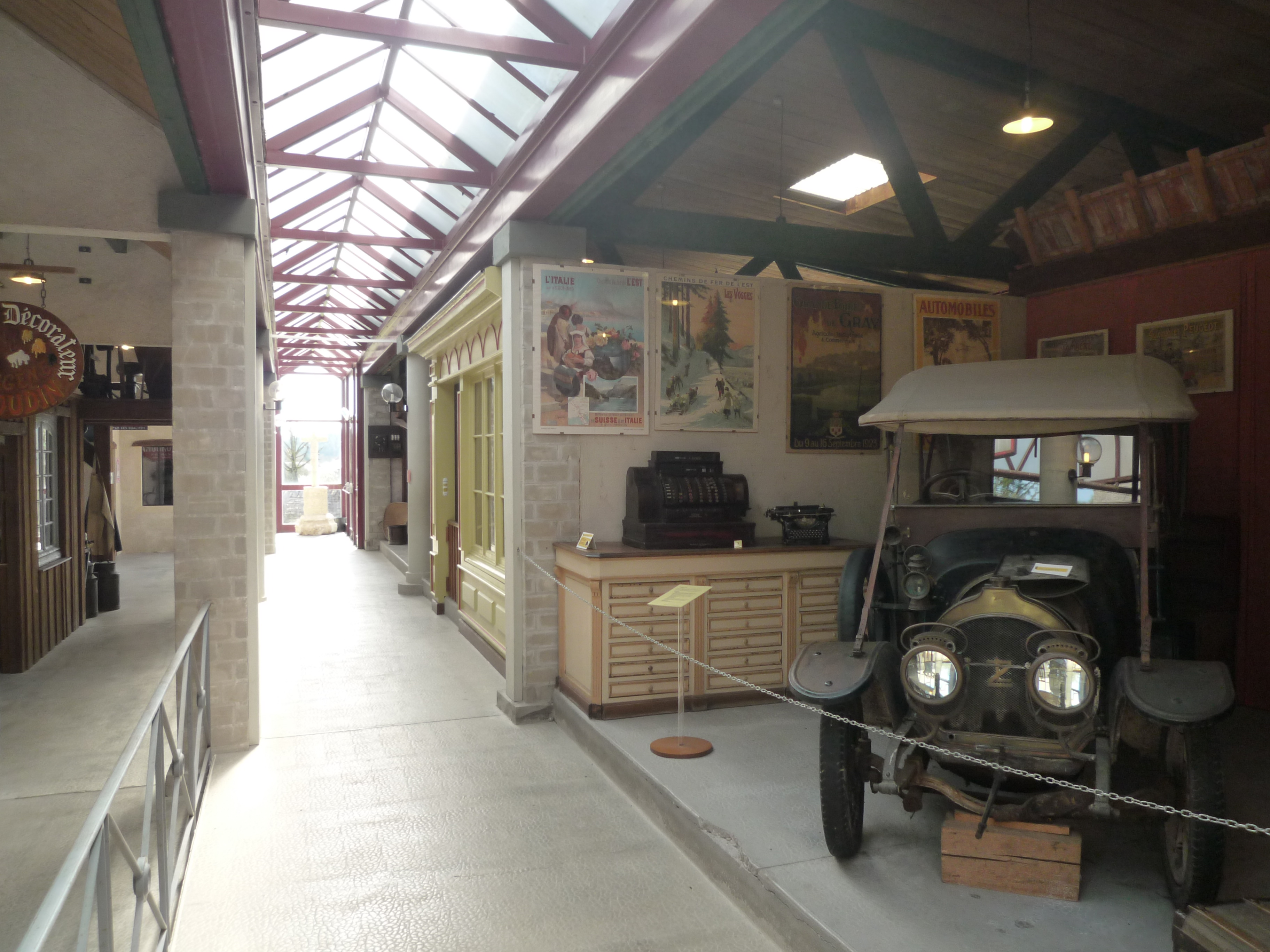
Musée départemental des Arts et Techniques.
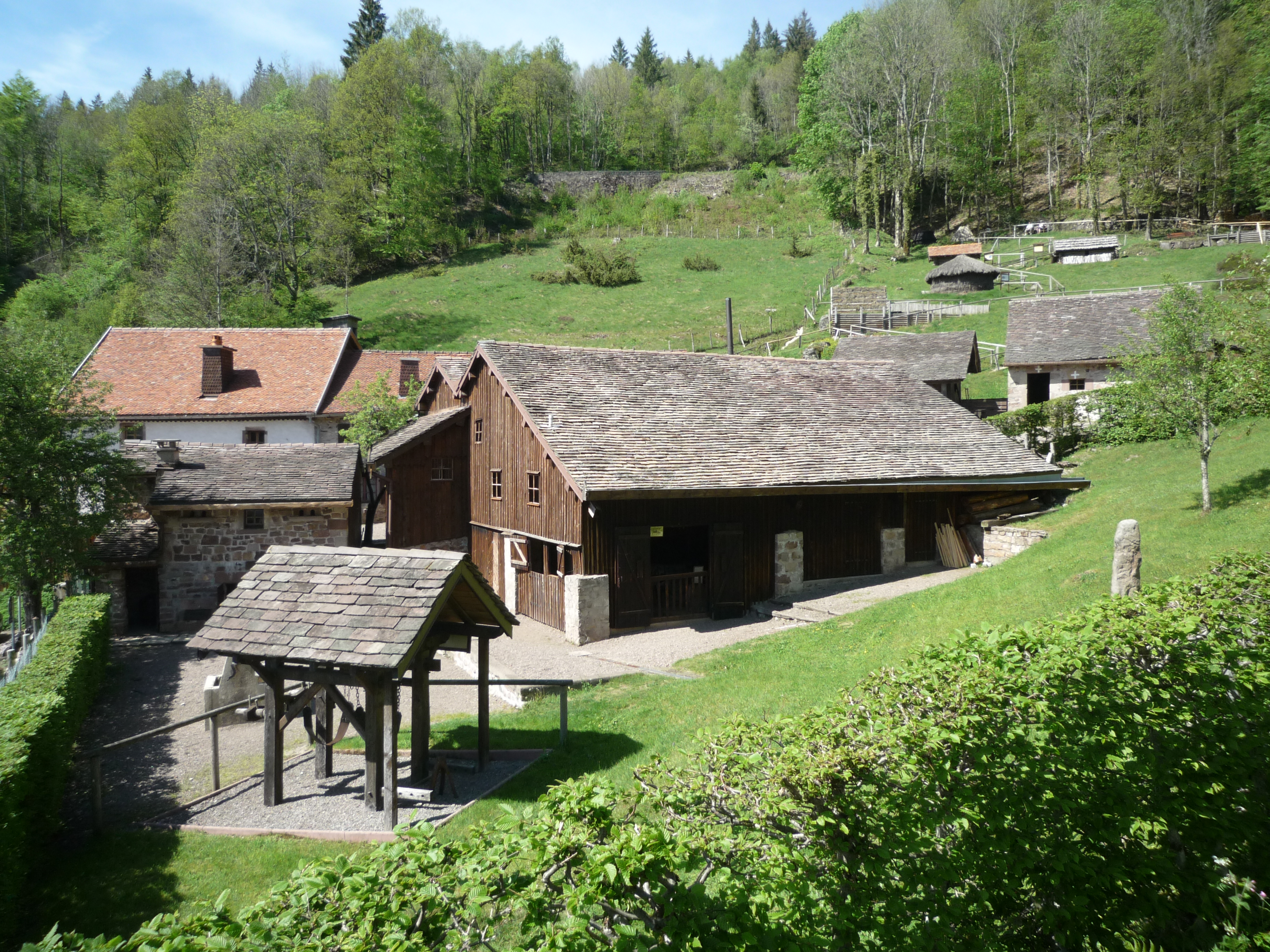
Musée départemental de la Montagne de Château-Lambert.
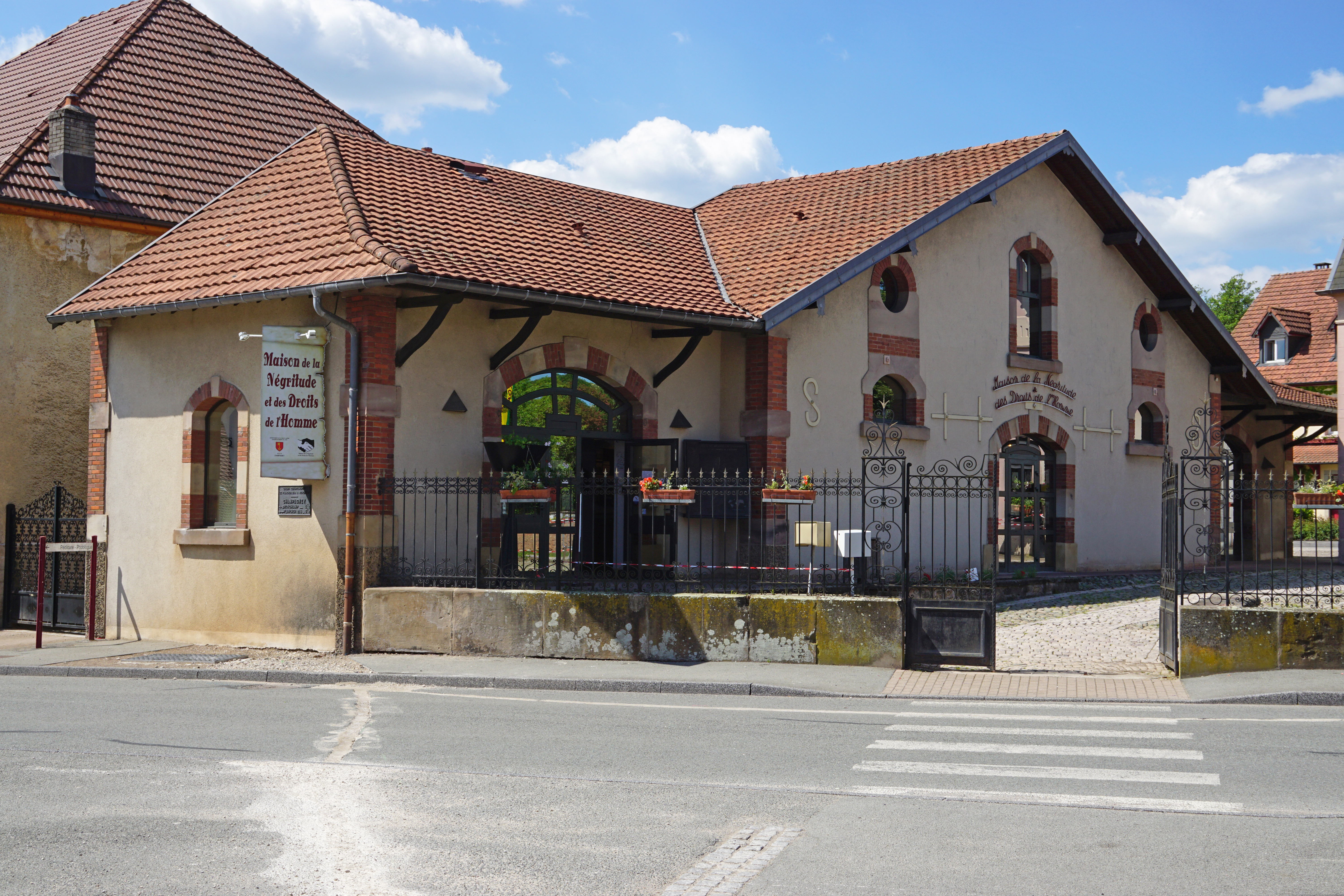
Maison de la Négritude et des Droits de l'Homme à Champagney.
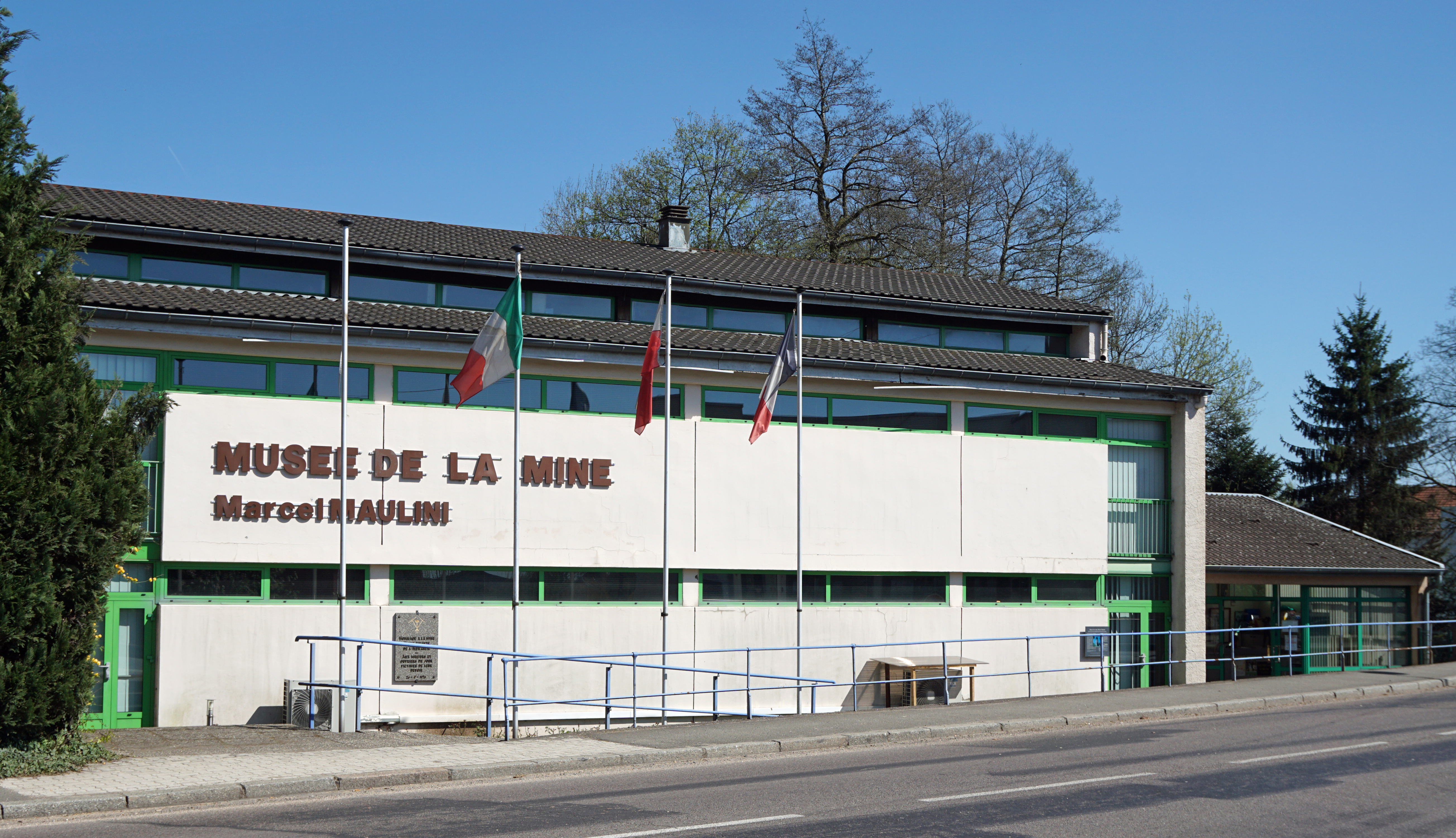
Musée de la mine Marcel-Maulini à Ronchamp.

### Sites naturels
- la Motte de Vesoul ;
- Sabot de Frotey-Vesoul ;
- le Lac de Vesoul - Vaivre ;
- le réseau de cavités à rhinolophes de Vesoul ;
- le plateau des Mille étangs ;
- les Vosges saônoises ;
- le parc naturel régional des Ballons des Vosges ;
- la réserve naturelle nationale des Ballons comtois
- la tourbière de la Grande Pile.

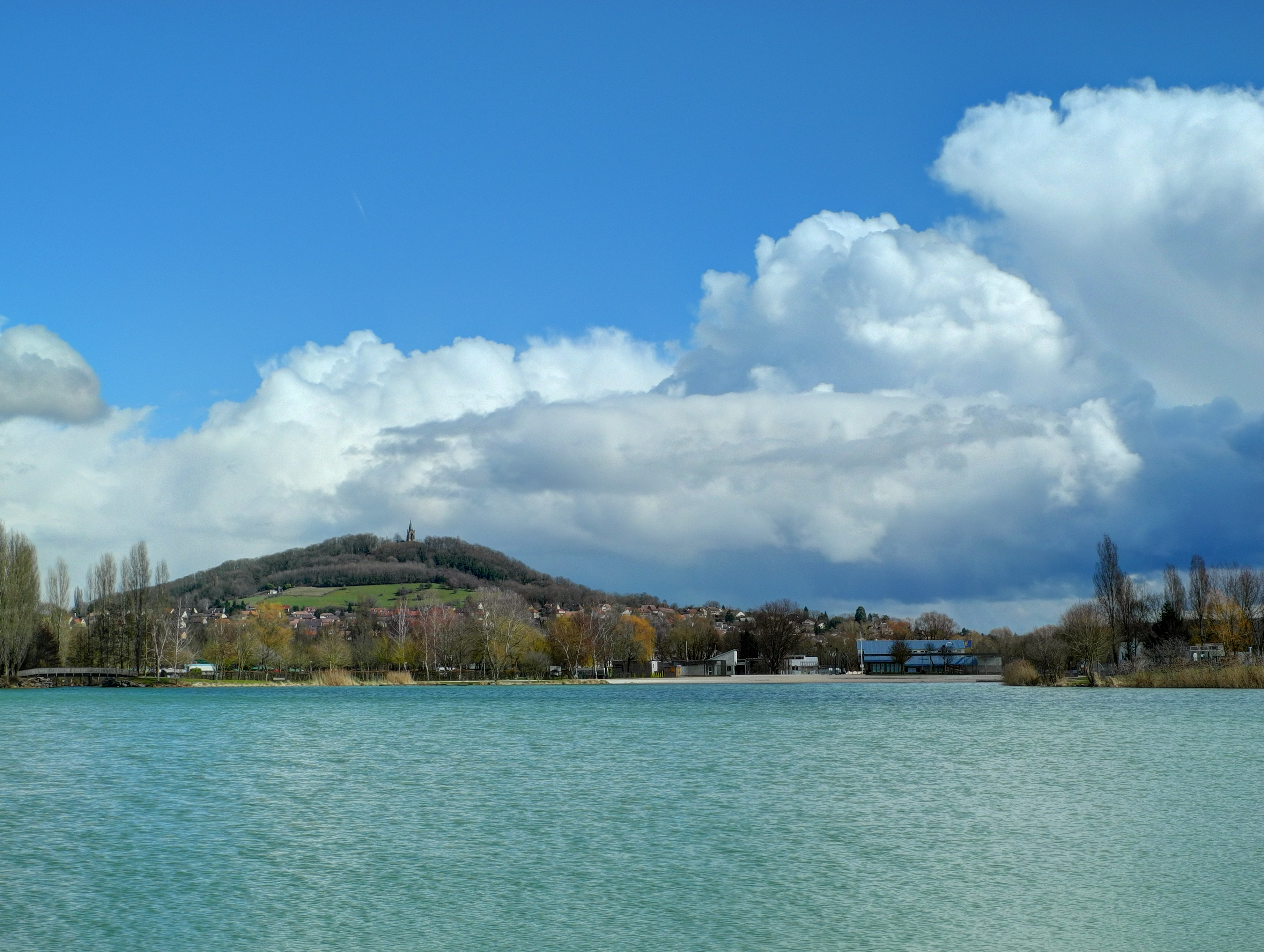
Lac de Vesoul - Vaivre et la Motte en arrière-plan.
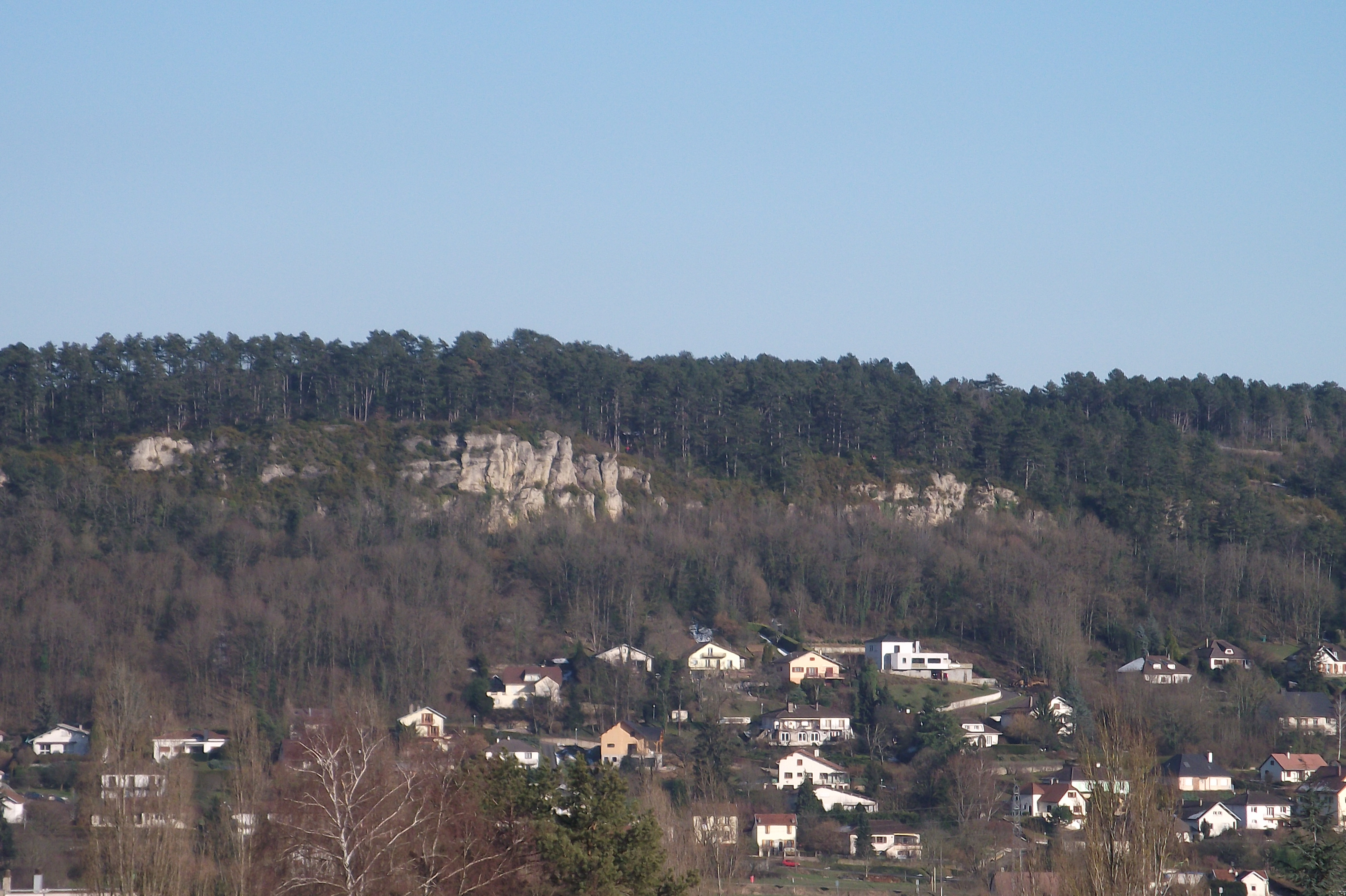
Réserve naturelle nationale du Sabot de Frotey.
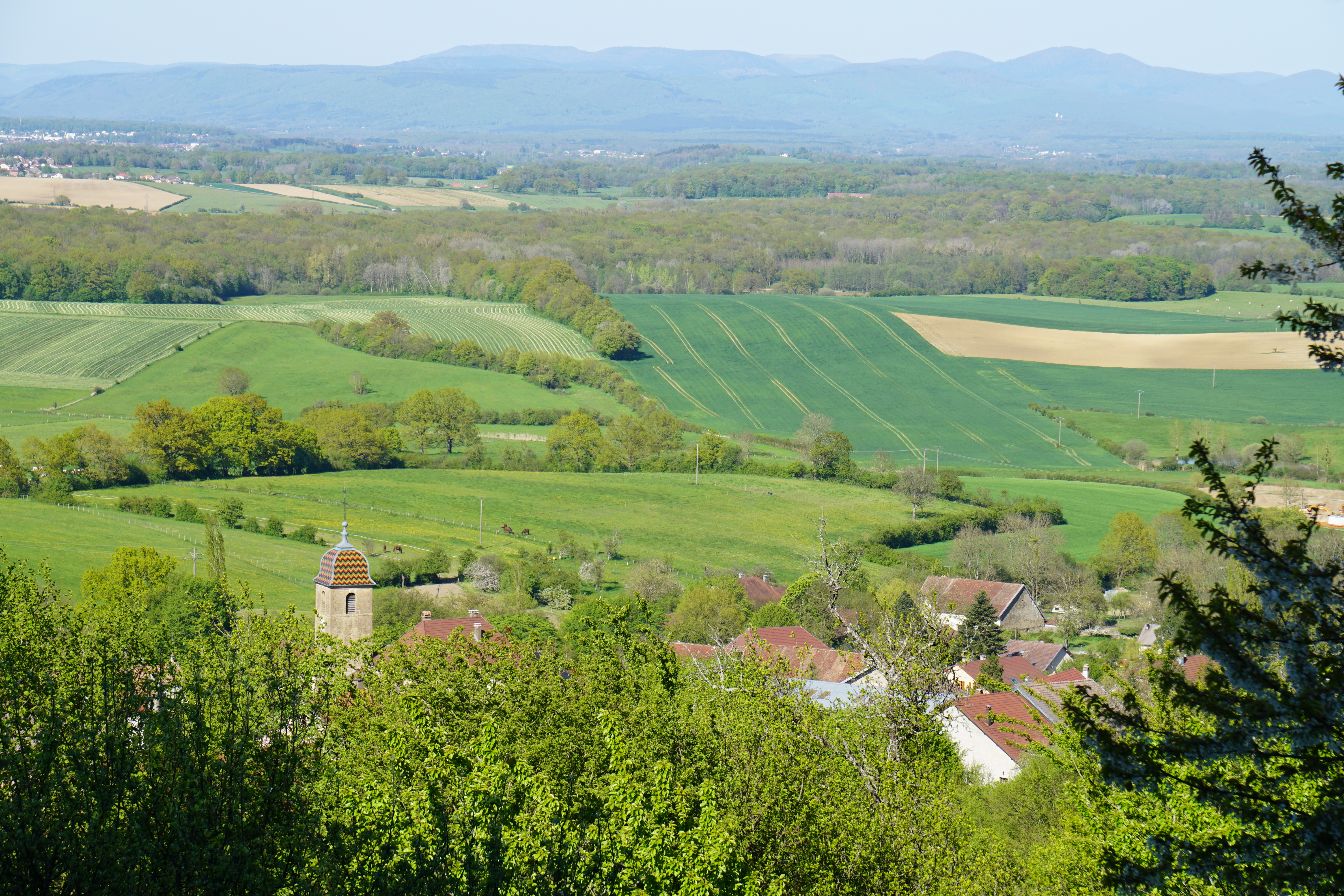
Vue générale des Vosges saônoises depuis le mont Gédry à Arpenans.
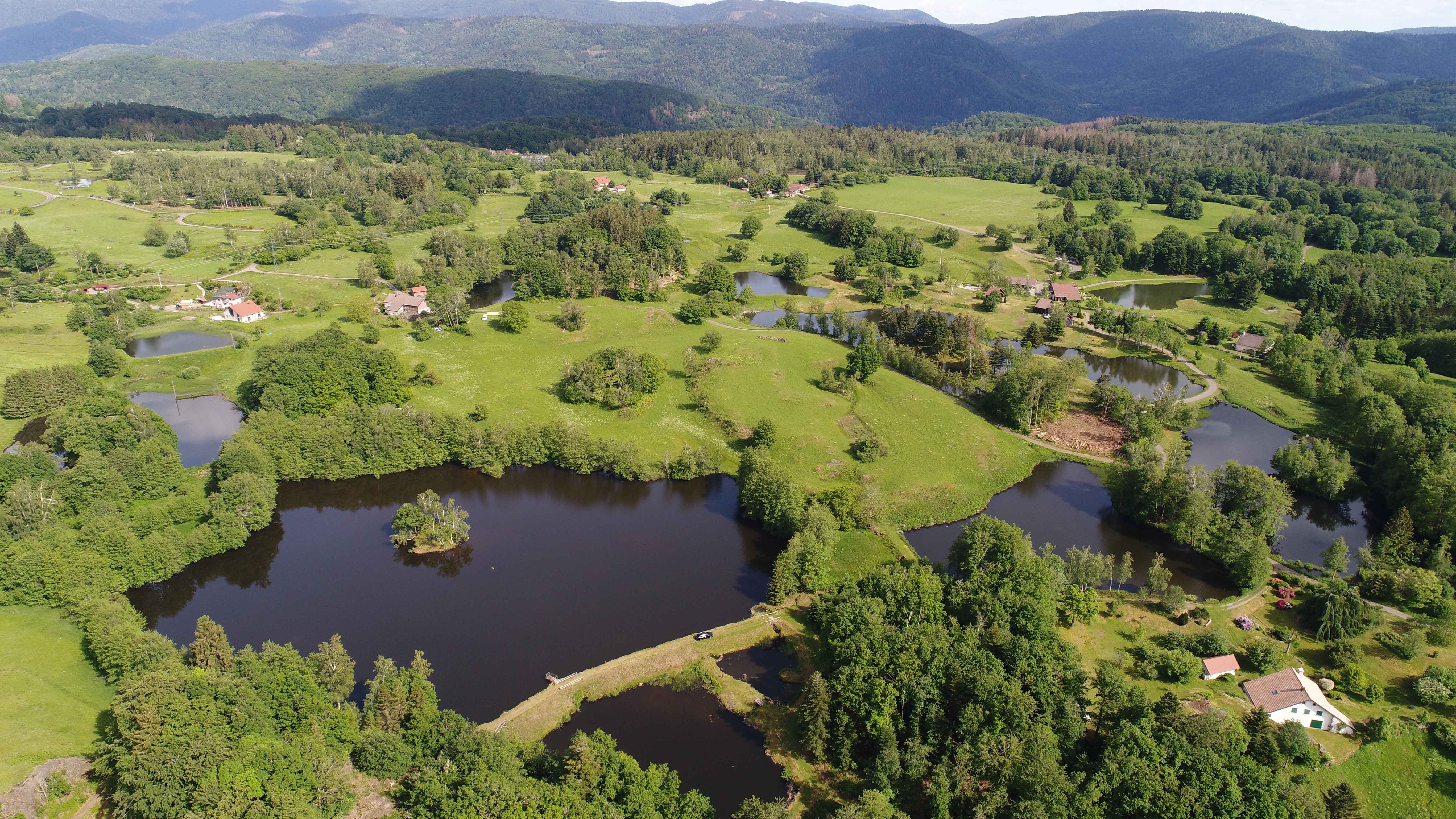
Des étangs de Servance-Miellin (région des Mille étangs).
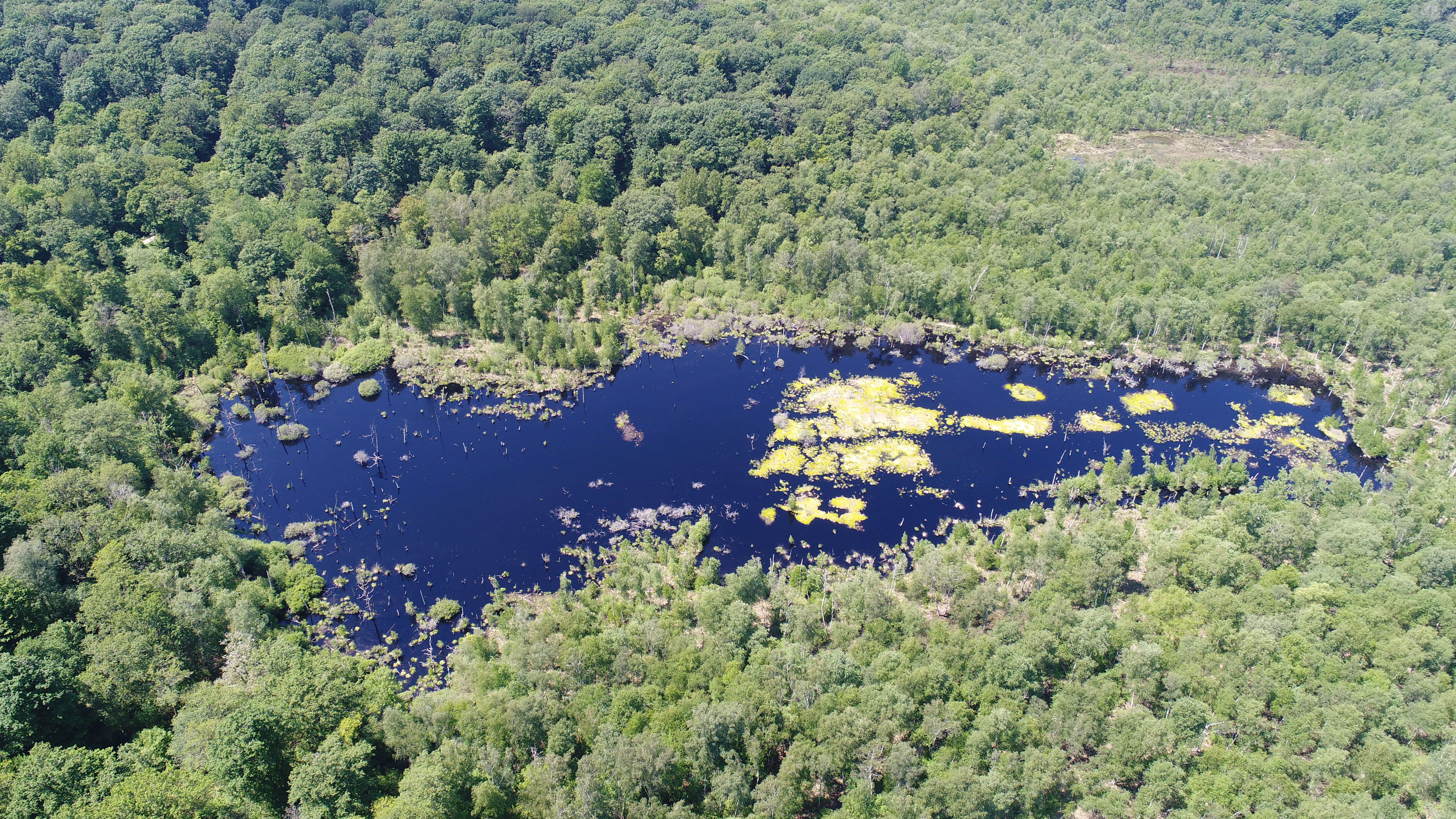
Tourbière de la Grande Pile.

### Villes

Communes de Haute-Saône possédants un label touristique régional ou national.
Villes
Cités de Caractère
Stations vertes
Stations vertes et Cités de Caractère

- Vesoul, avec son quartier historique et son riche patrimoine naturel.
- La ville d'eau de Luxeuil-les-Bains au riche patrimoine, avec ses thermes, son parc et sa maison du cardinal Jouffroy.
- Lure où l'on célèbre le Sapeur Camember.

### Cités de Caractère
Seize bourgs et villages font partie du réseau des « Cités de Caractère de Bourgogne-Franche-Comté » :
- Bucey-lès-Gy ;
- Champlitte et ses musées ;
- Chariez ;
- Gy ;
- Gray, ville à l'influence « bourguignonne », qui possède de beaux éléments de patrimoine dont son superbe hôtel de ville et la tour Saint-Pierre-Fourier ;
- Faverney ;
- Fondremand ;
- Jussey ;
- Marnay ;
- Montbozon ;
- Pesmes, son vieux centre et sa maison royale ;
- Ray-sur-Saône ;
- Scey-sur-Saône ;
- Vauvillers ;
- Villersexel, sa voie verte, son château et on vieux-bourg.

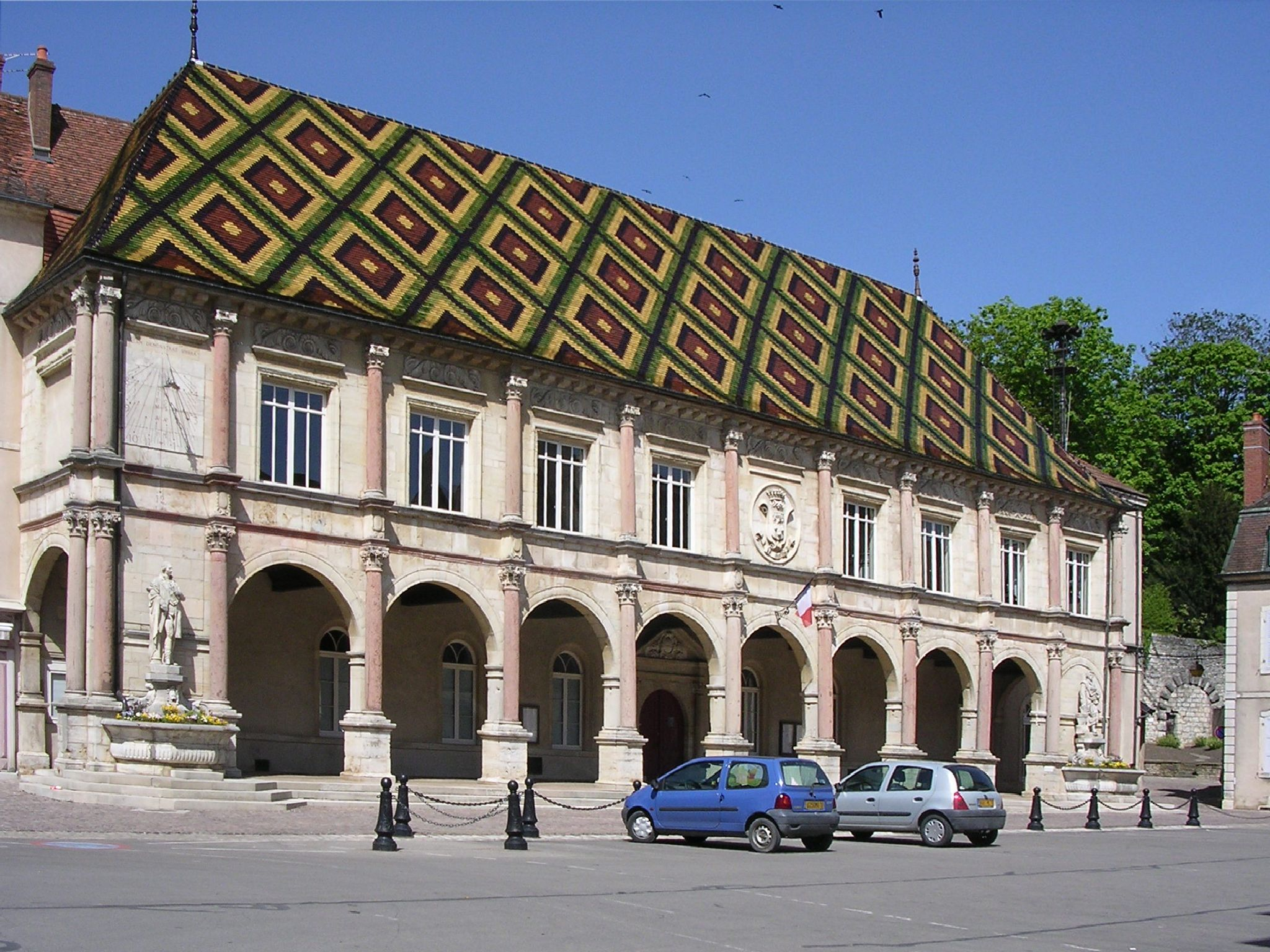
Facade renaissance de l'Hôtel de Ville de Gray.
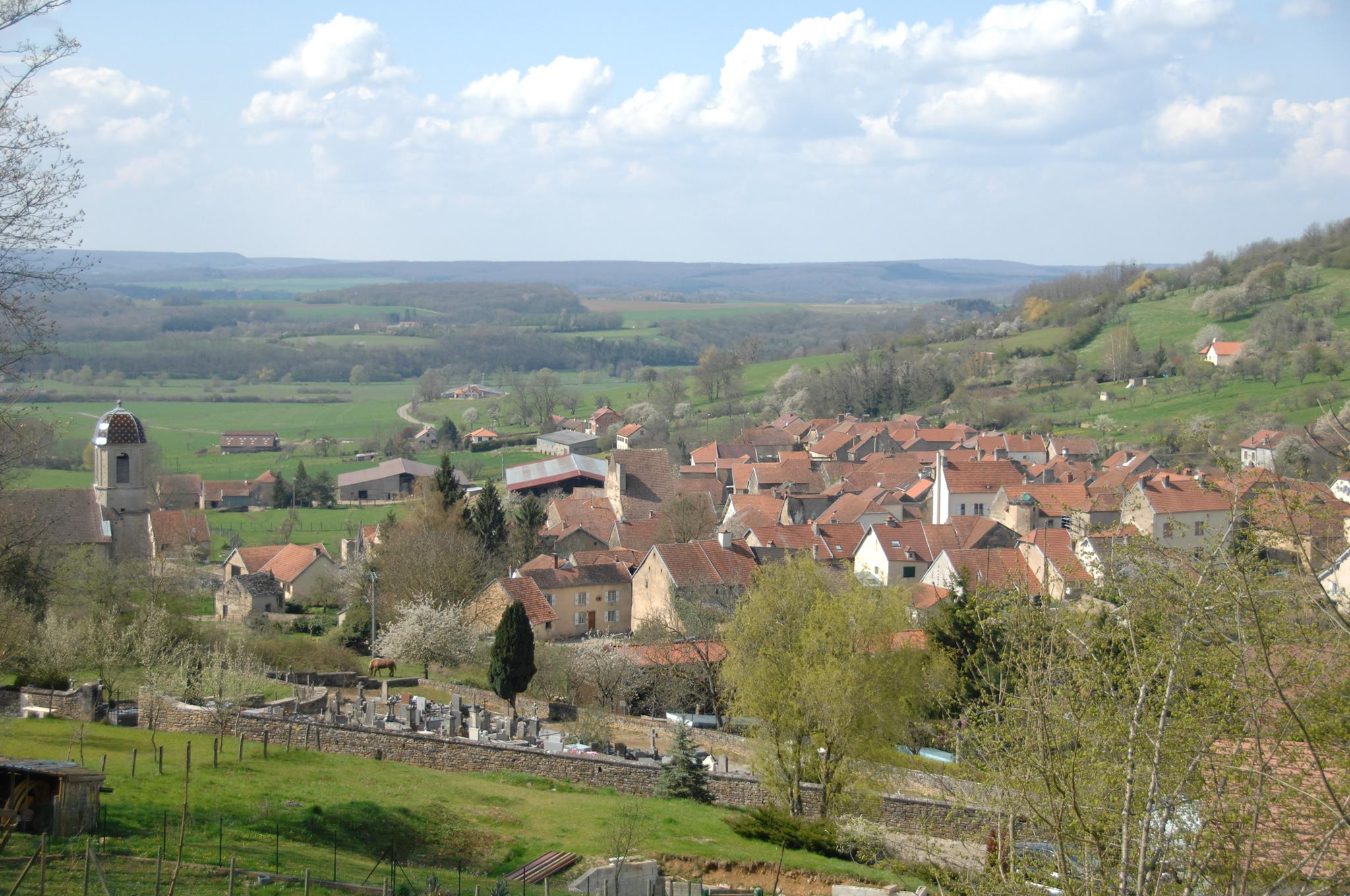
Chariez.
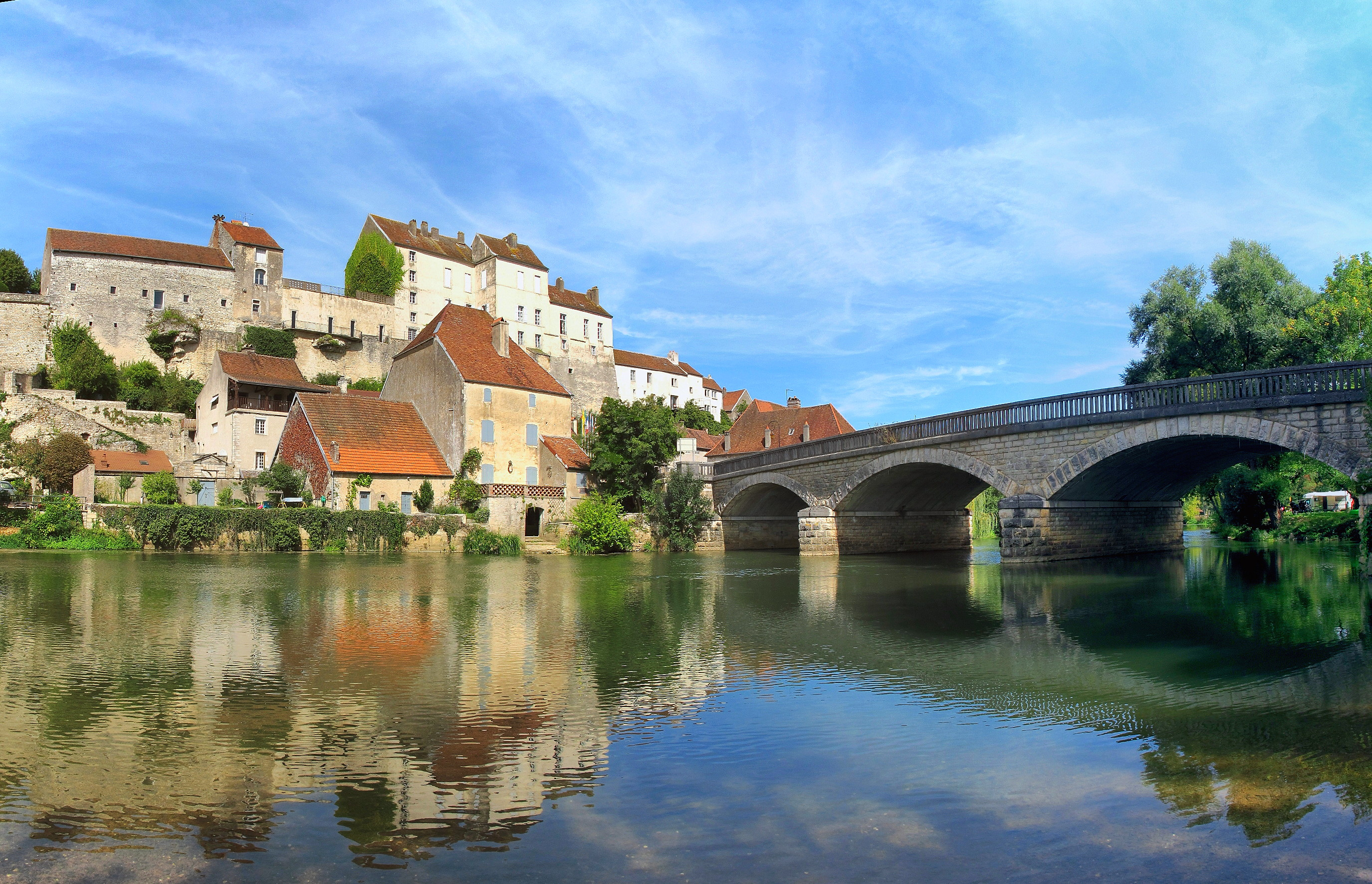
Pesmes.
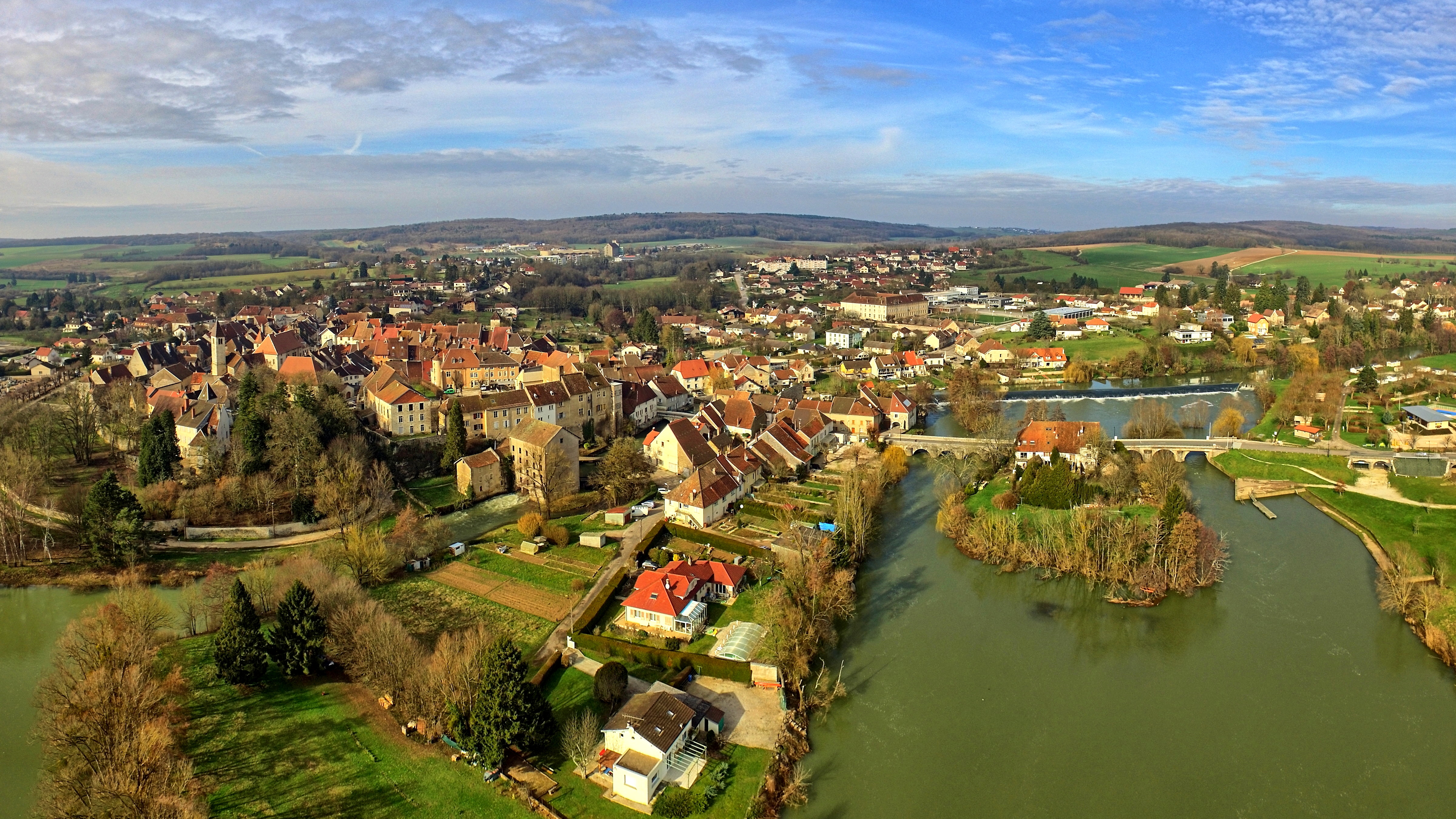
Marnay.

### Stations vertes
Huit communes sont classées station verte, un label d'écotourisme :
- Champagney ;
- Faucogney-et-la-Mer
- Marnay ;
- Mélisey ;
- Pesmes ;
- Rioz ;
- Ronchamp ;
- Villersexel.

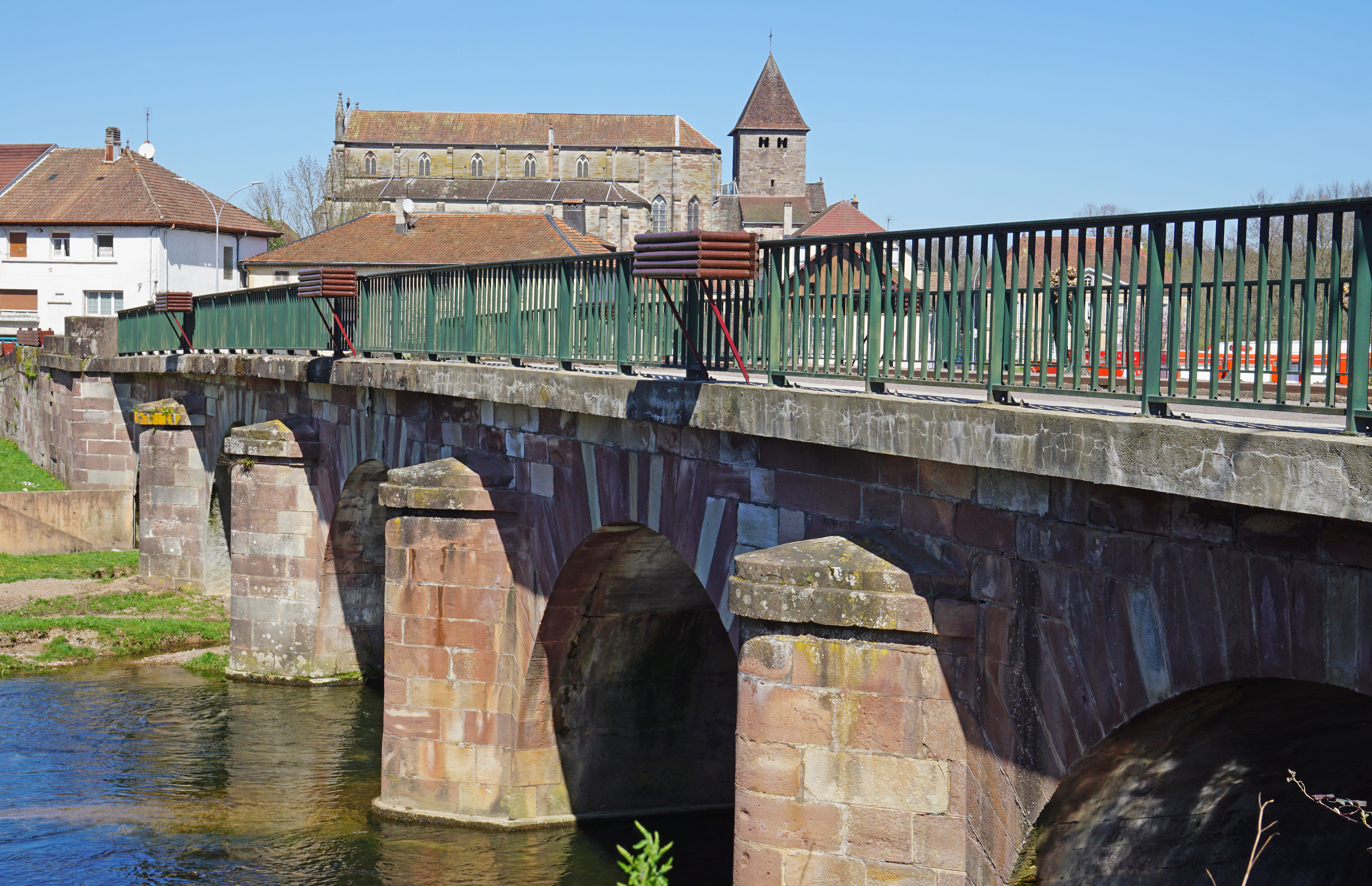
Mélisey avec son pont sur l'Ognon et l'église Saint-Pierre-et-Paul.
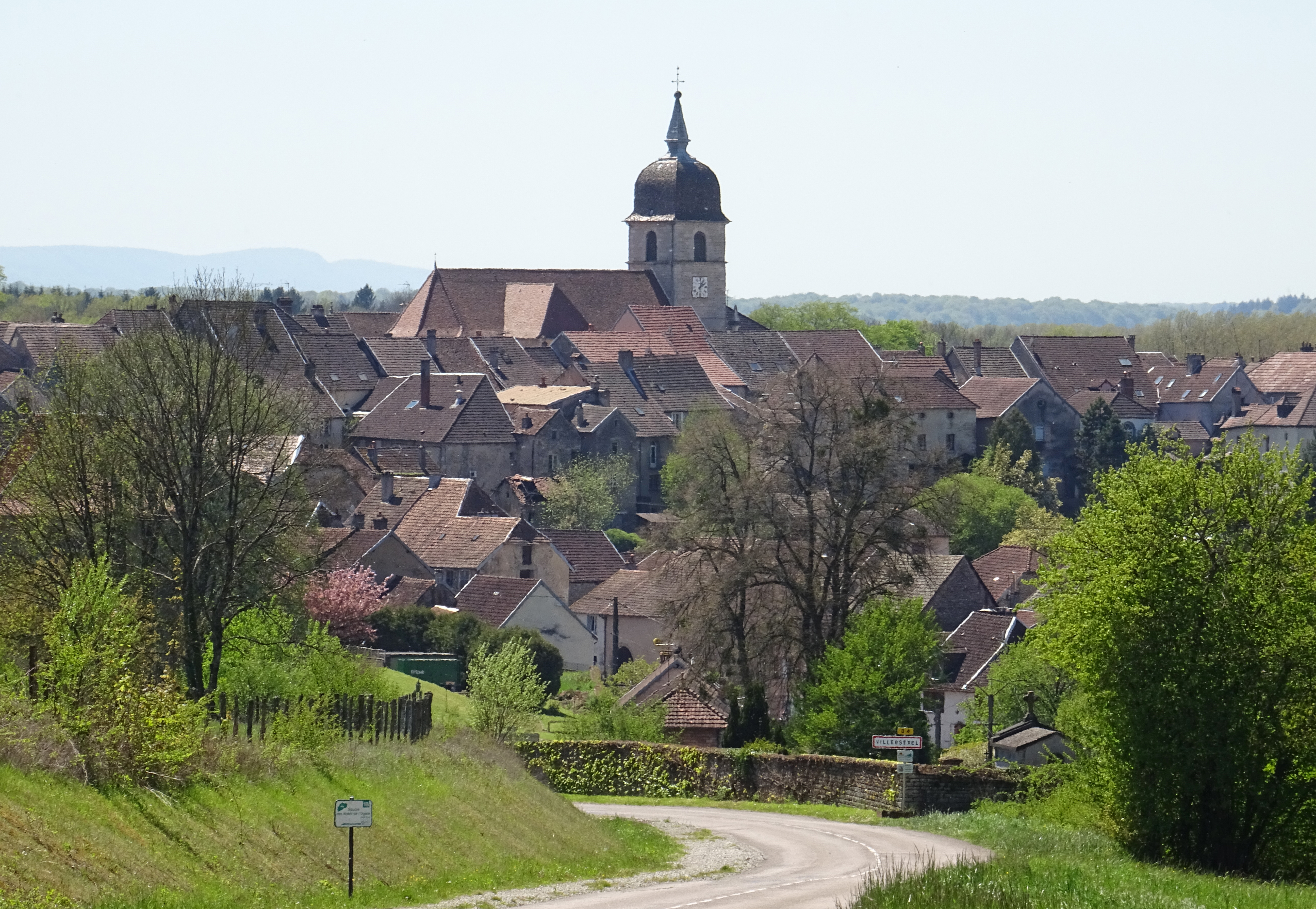
Villersexel.
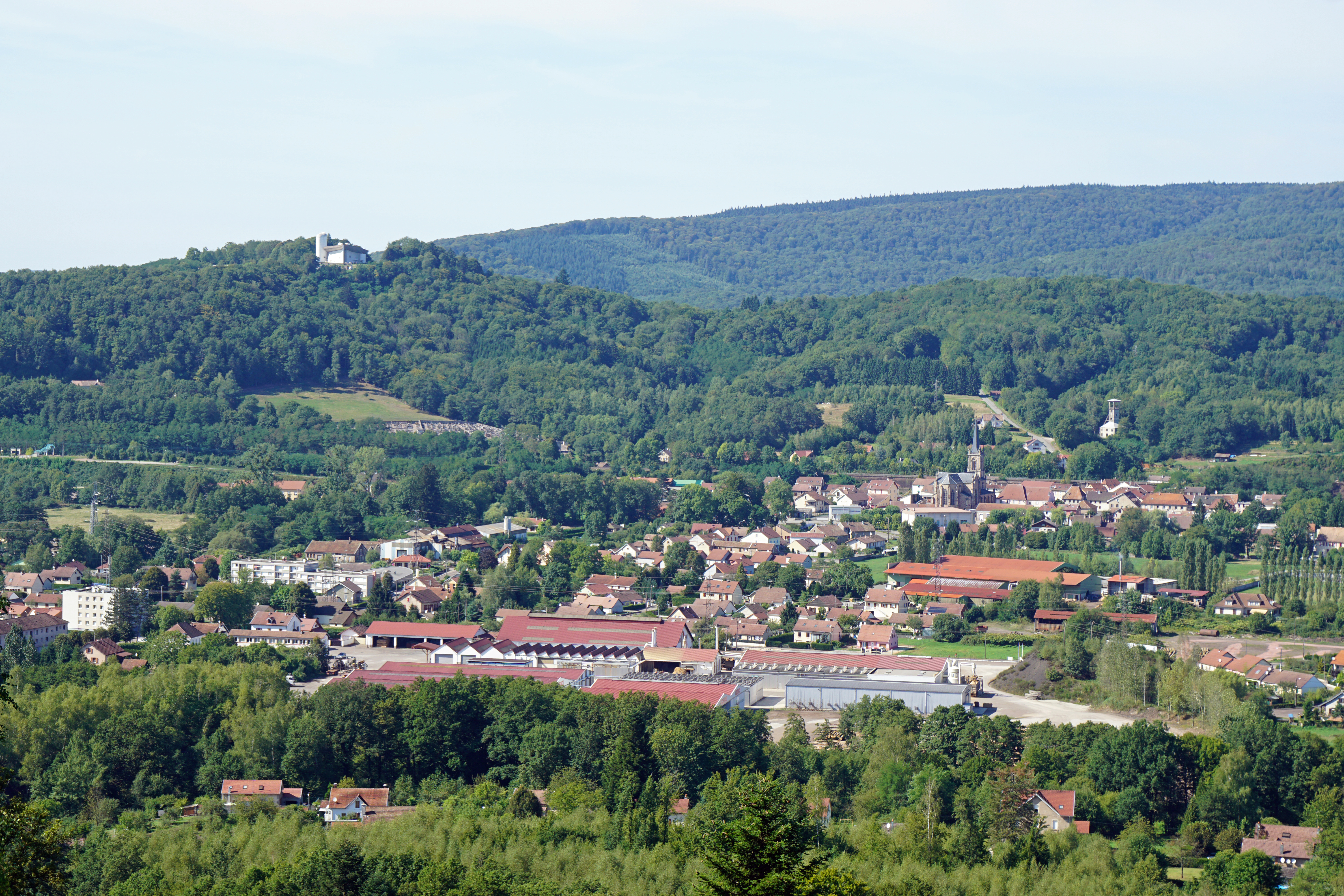
Ronchamp et la colline de Bourlémont.
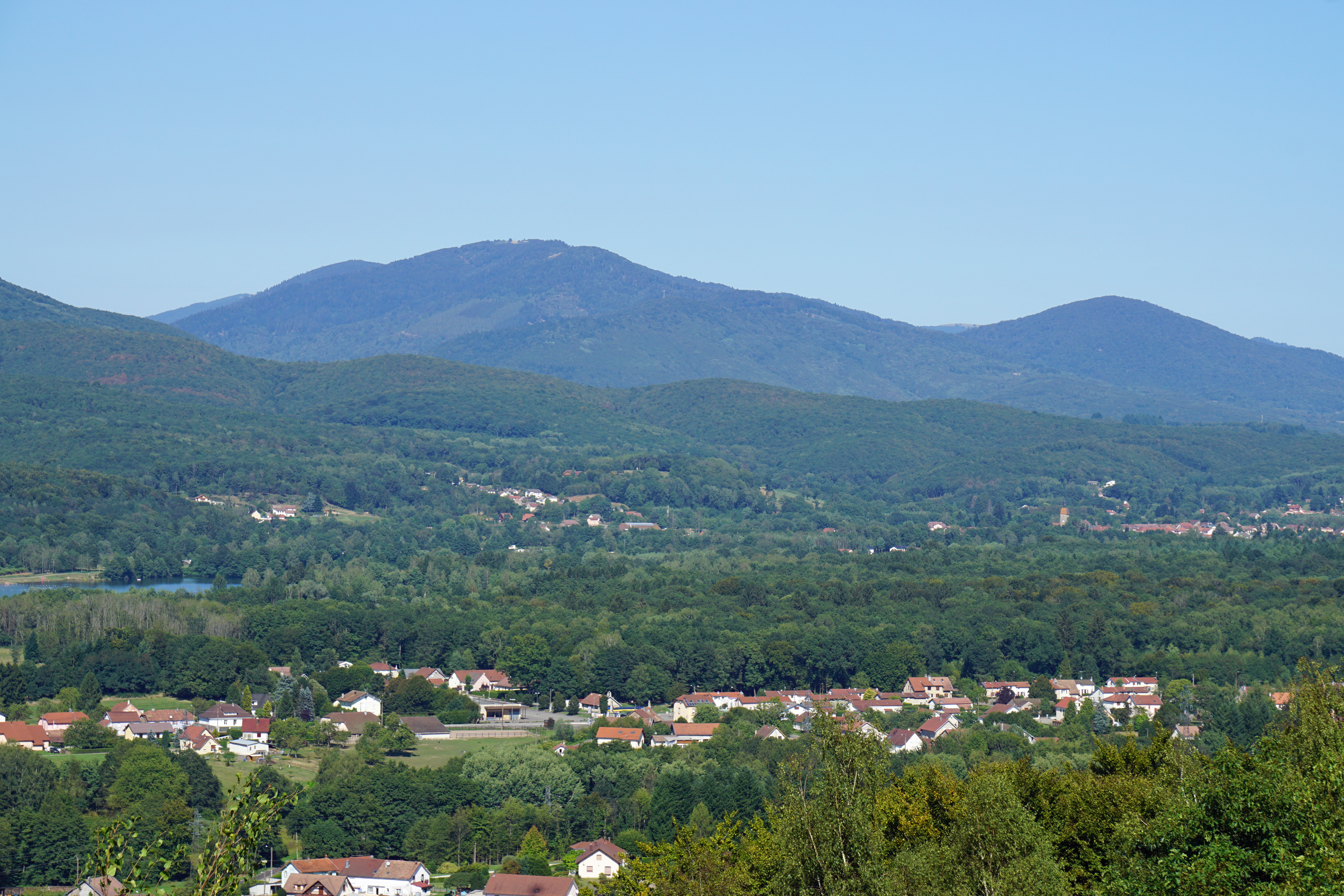
Champagney, au pied des Vosges, dont la Planche des Belles Filles.

### Autre sites
Le patrimoine, vernaculaire et savant, est disséminé très largement sur le territoire. Il fut notamment construit aux XVIIIe siècle et XIXe siècle, (églises avec leurs retables classiques et baroques, bâtiments et ouvrages publics, châteaux et demeures, fontaines et lavoirs).
- Le parc animalier de Saint-Valbert.
- Une station de ski de piste à la Planche des Belles Filles (1 148 m), dans les Vosges saônoises et quelques pistes de ski de fond, dont une fait la jonction avec le domaine de ski de fond du Ballon d'Alsace.
- La ferme-clouterie et temple luthérien de Clairegoutte.
- L'huilerie-moulin de Fondremand.
- Les distilleries Paul-Devoille, du Petit-Fahys, Peureux et Lemercier Frères de Fougerolles.
- le fort du Mont-Vaudois, ancien fort militaire de la seconde moitié du XIXe siècle régulièrement animé par diverses manifestations historiques et culturelles.
- parc à l'anglaise La Cude de Mailleroncourt-Charette.
- L'ancien cimetière de Mélecey et ses croix en fonte moulée et fer forgé.
- La faille de la Grande Raie et les anciennes mines de fer de  Fallon.

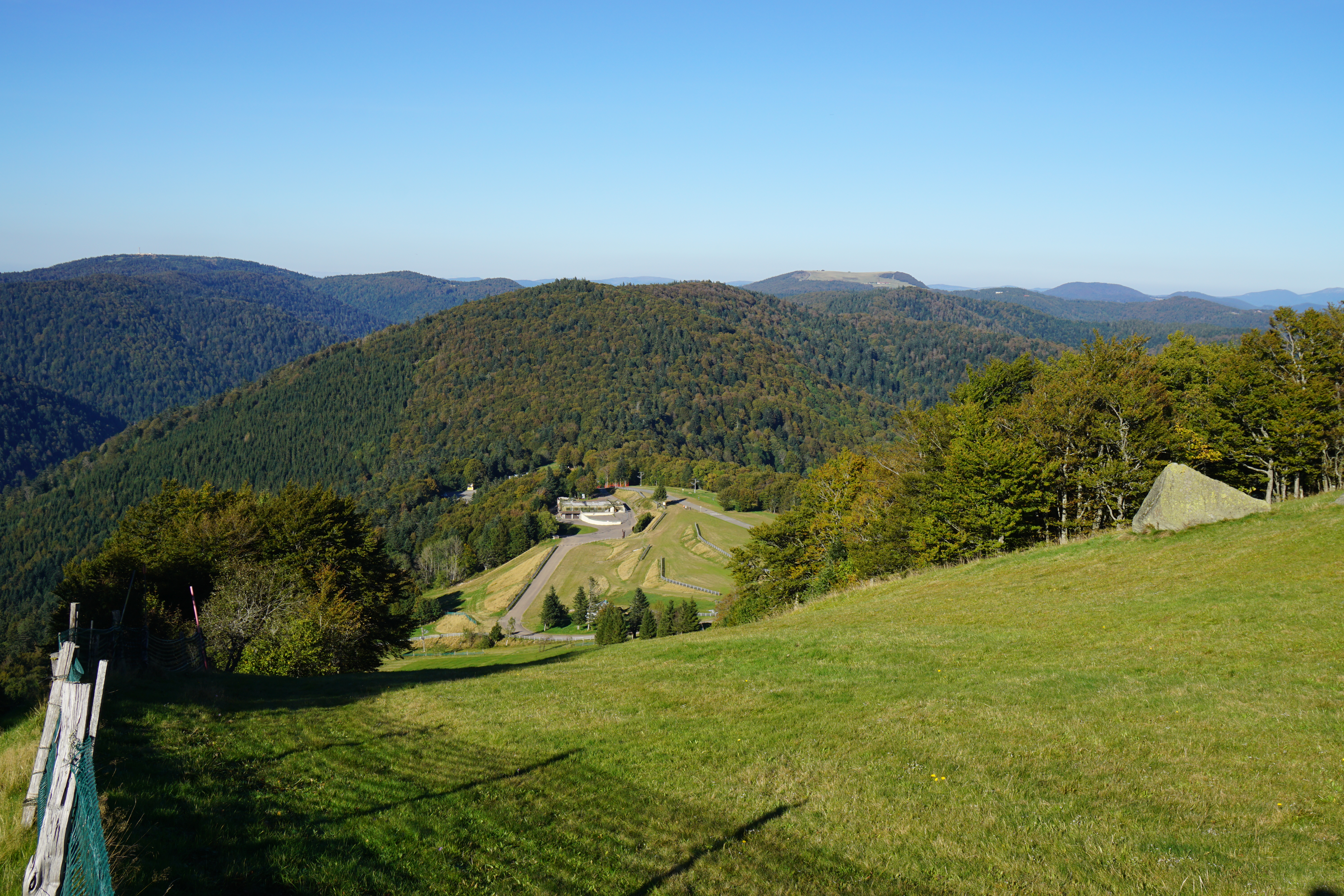
Vue depuis le sommet de la Planche des Belles Filles sur le Ballon Saint-Antoine.
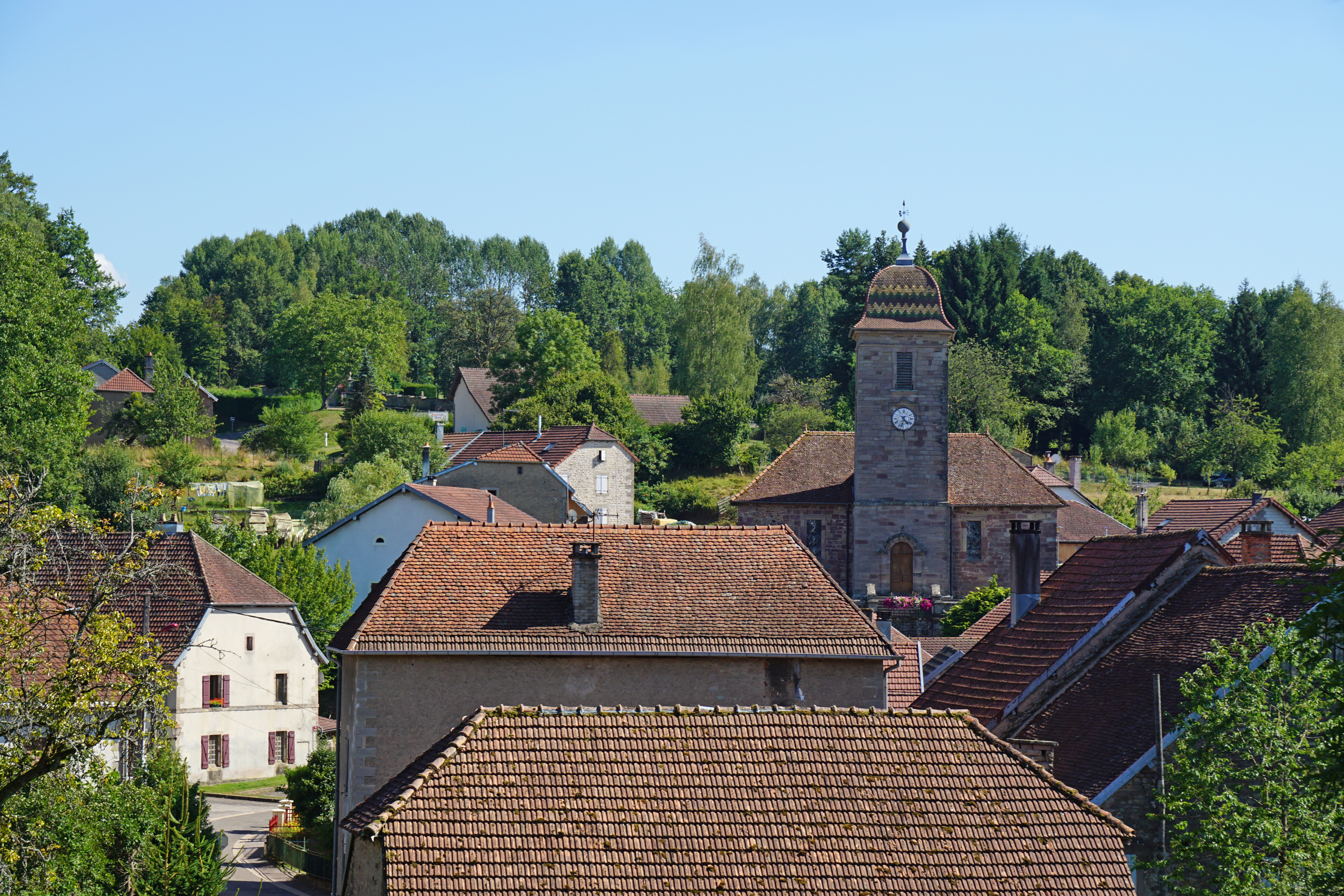
Clairegoutte et son temple luthérien.
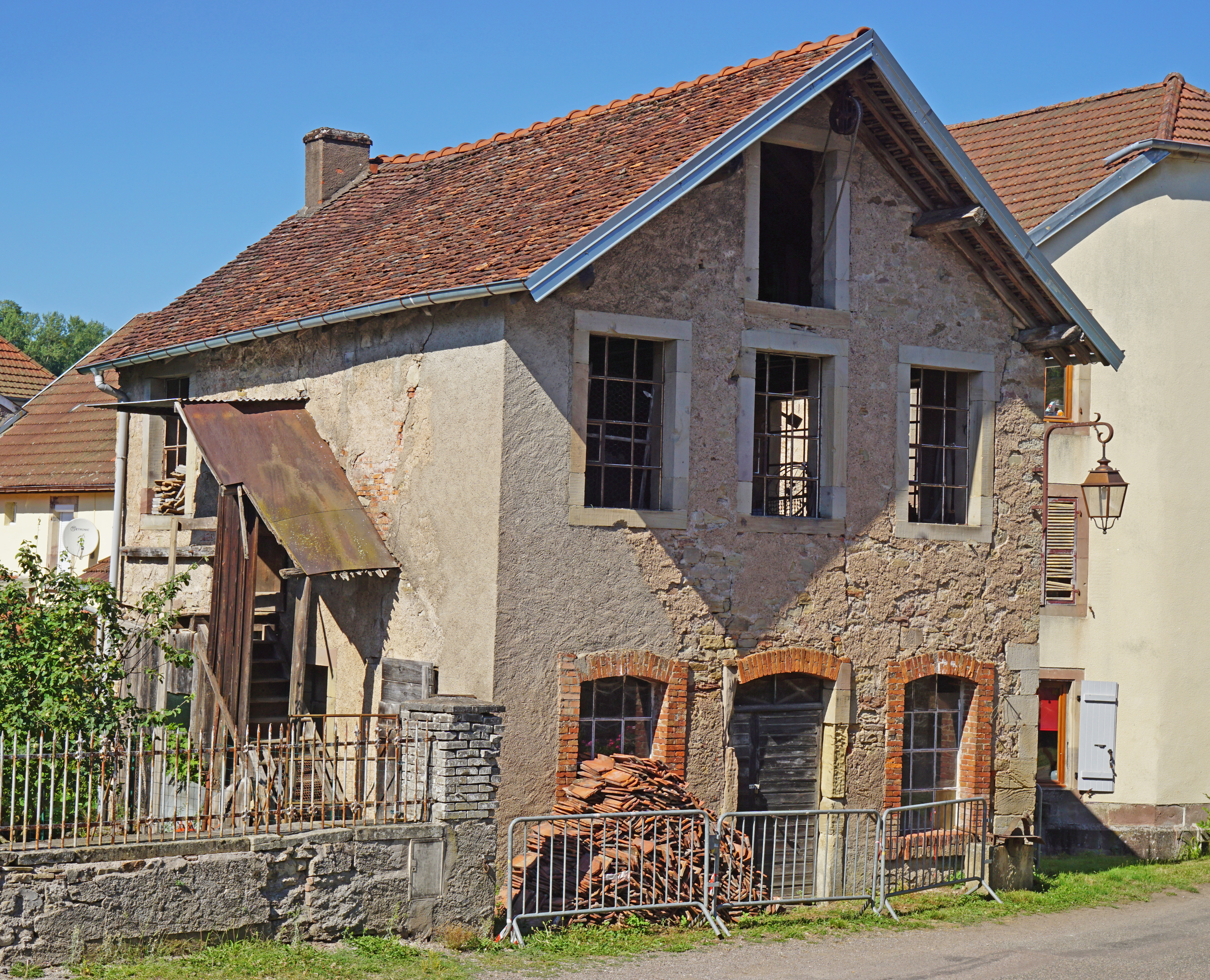
La ferme-clouterie de Clairegoutte.
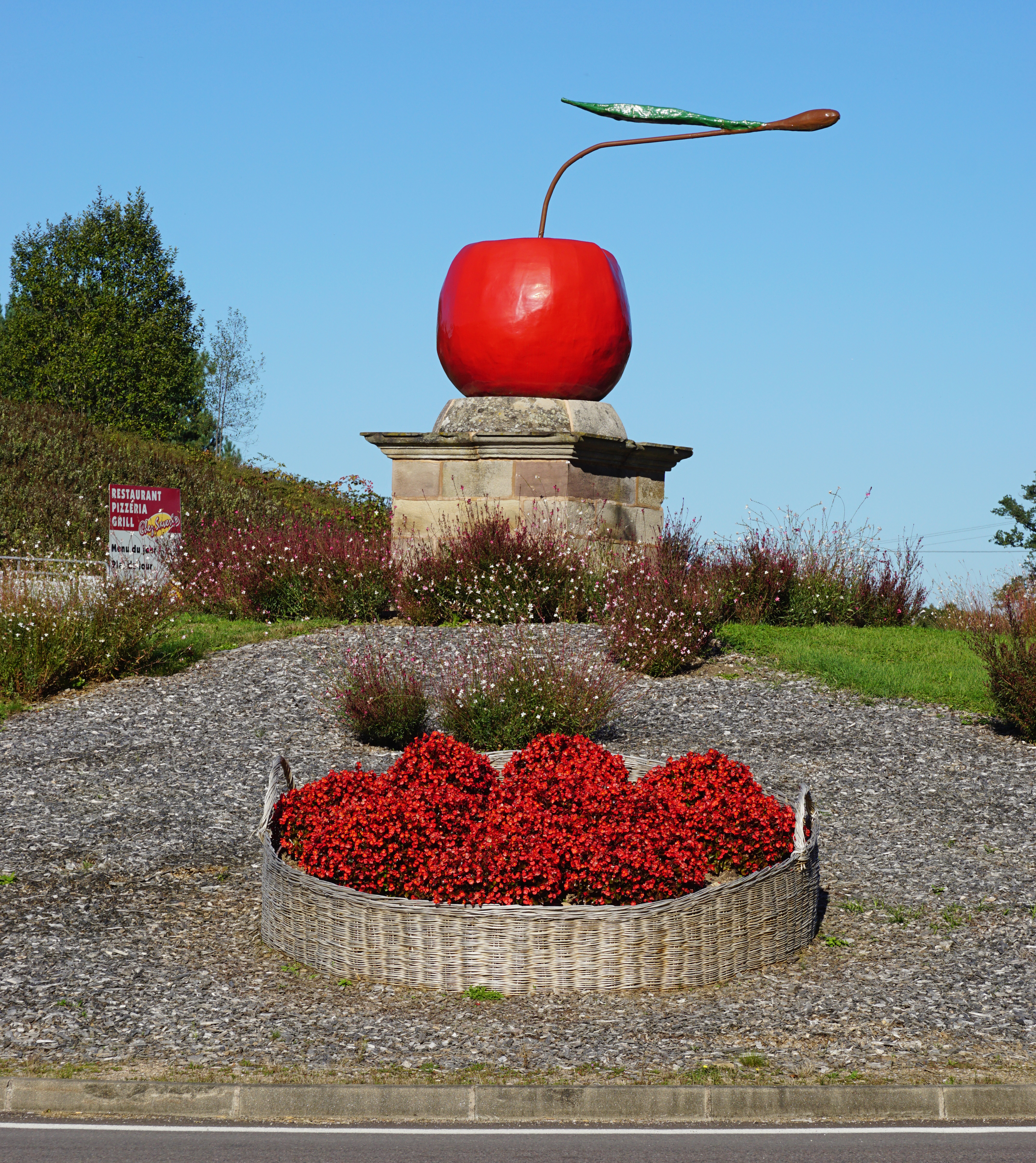
Sculpture de cerise à l'entrée de Fougerolles.
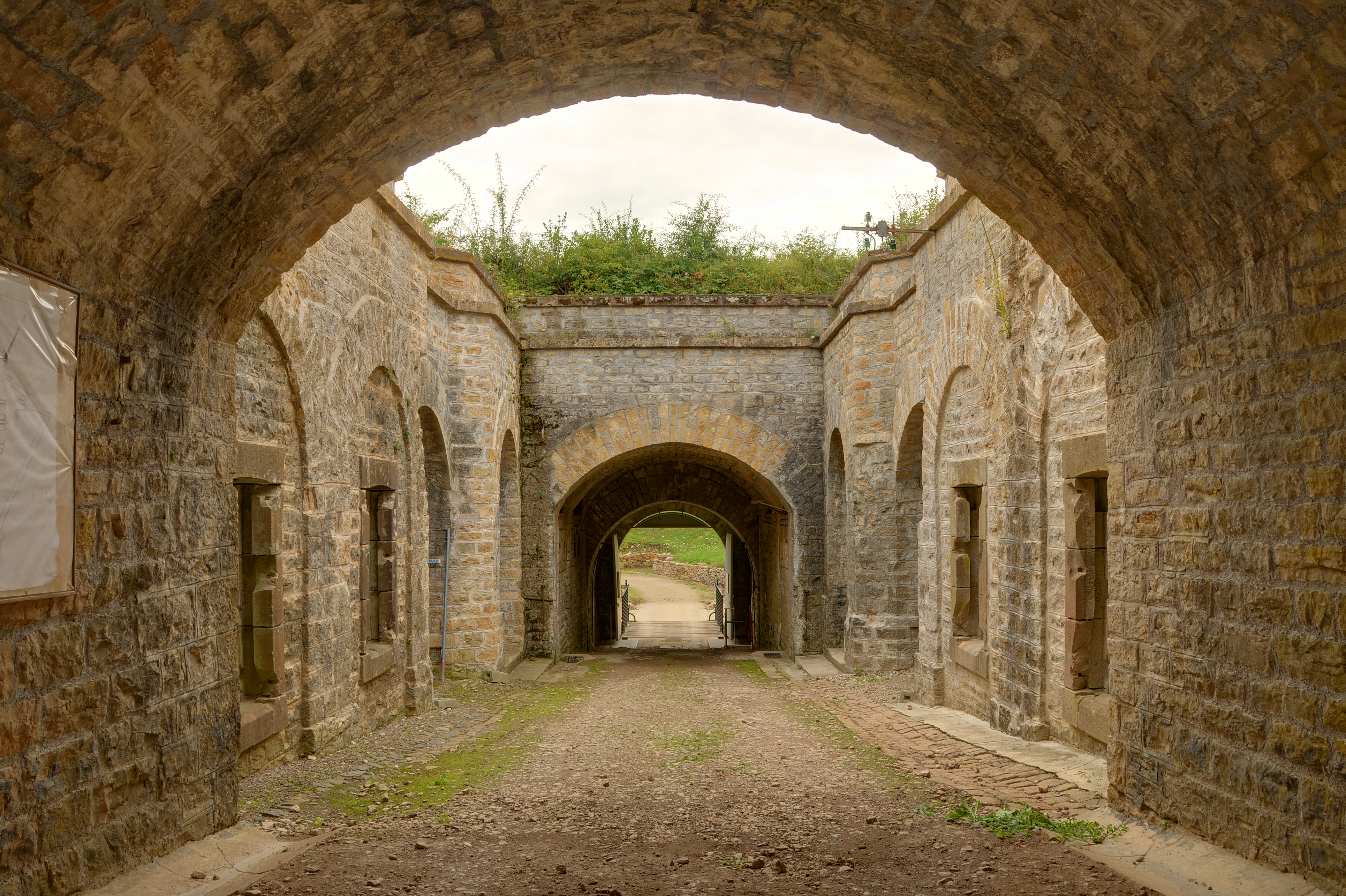
Le fort du Mont-Vaudois.

### Tourisme fluvial
La présence de la Saône dans l'Ouest du département a permis l’essor du tourisme fluvial : cinq sociétés proposent la location de « coches d'eau », au départ de Corre, Port-sur-Saône, Scey-sur-Saône, Seveux-Savoyeux et Gray.
- Le tunnel-canal de Saint-Albin à Scey-sur-Saône.

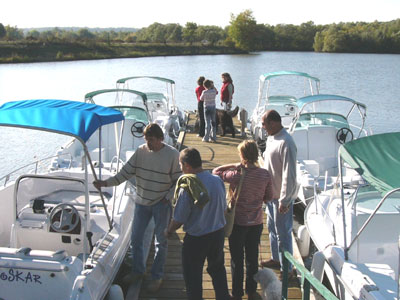
Promenade en bateau à Traves.
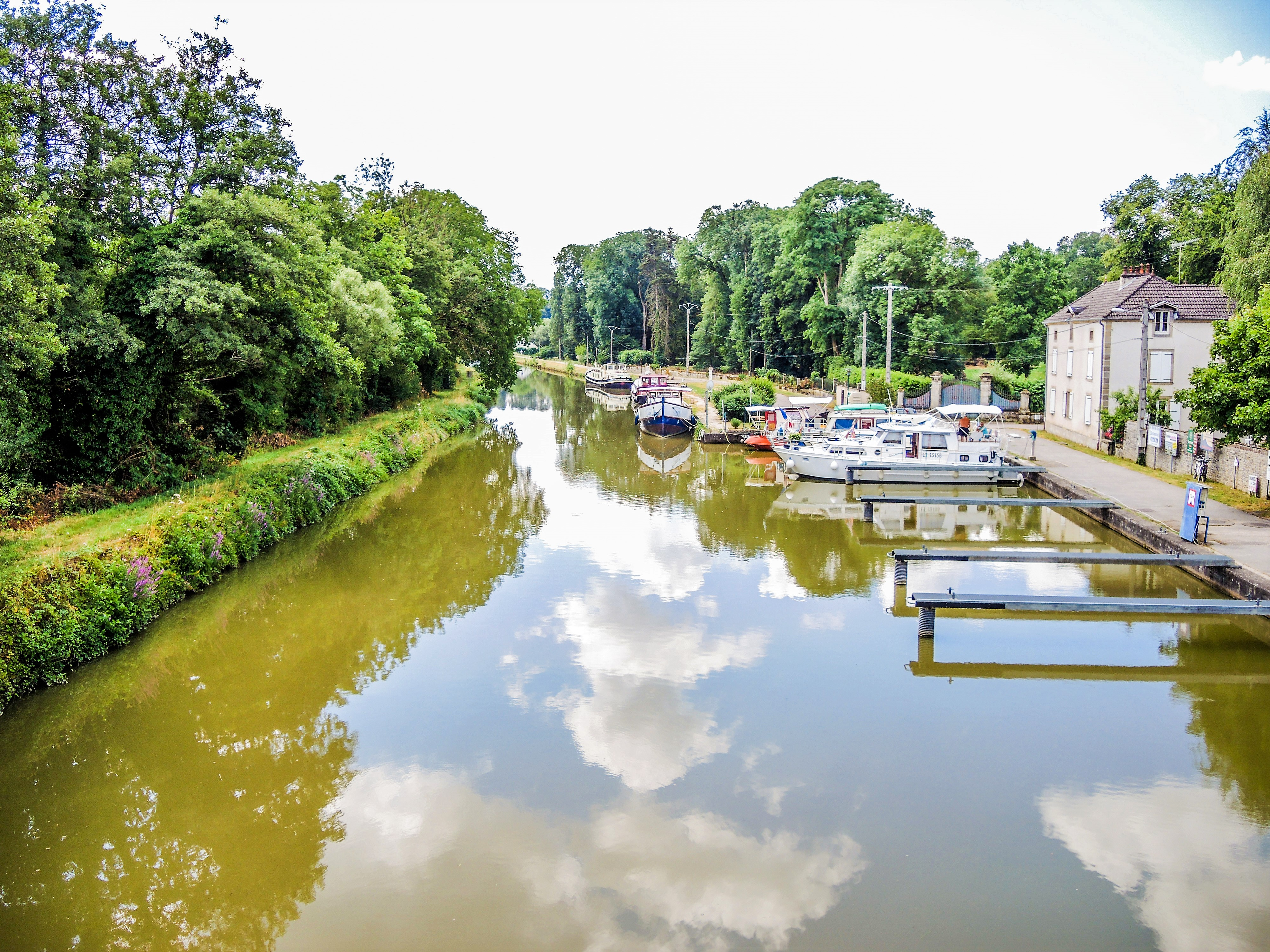
Port de plaisance de Corre.
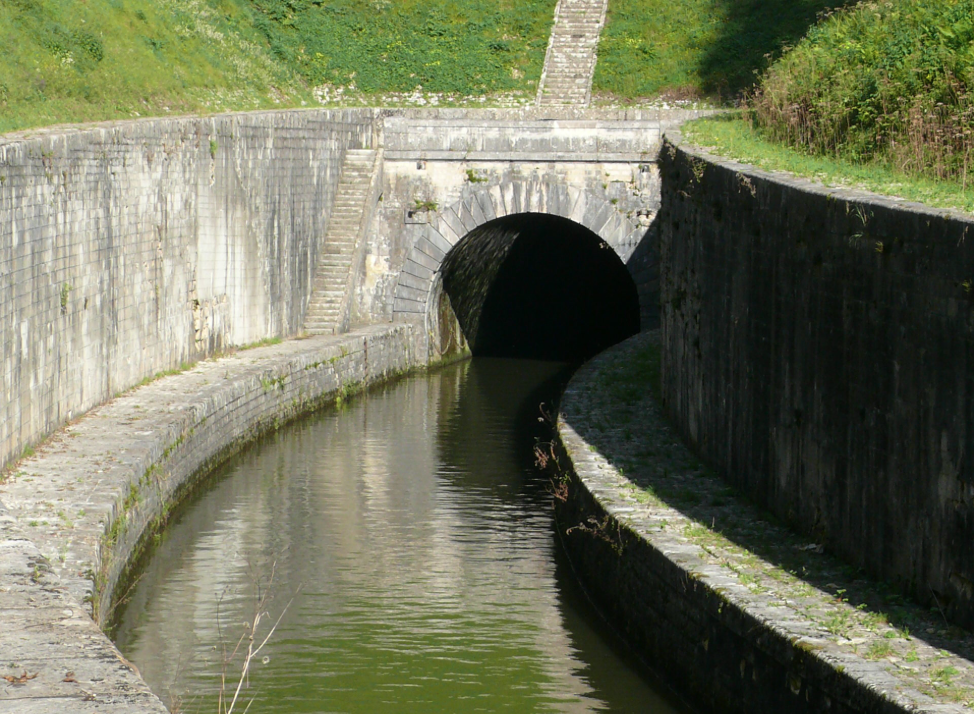
Tunnel de Saint-Albin à Scey-sur-Saône.
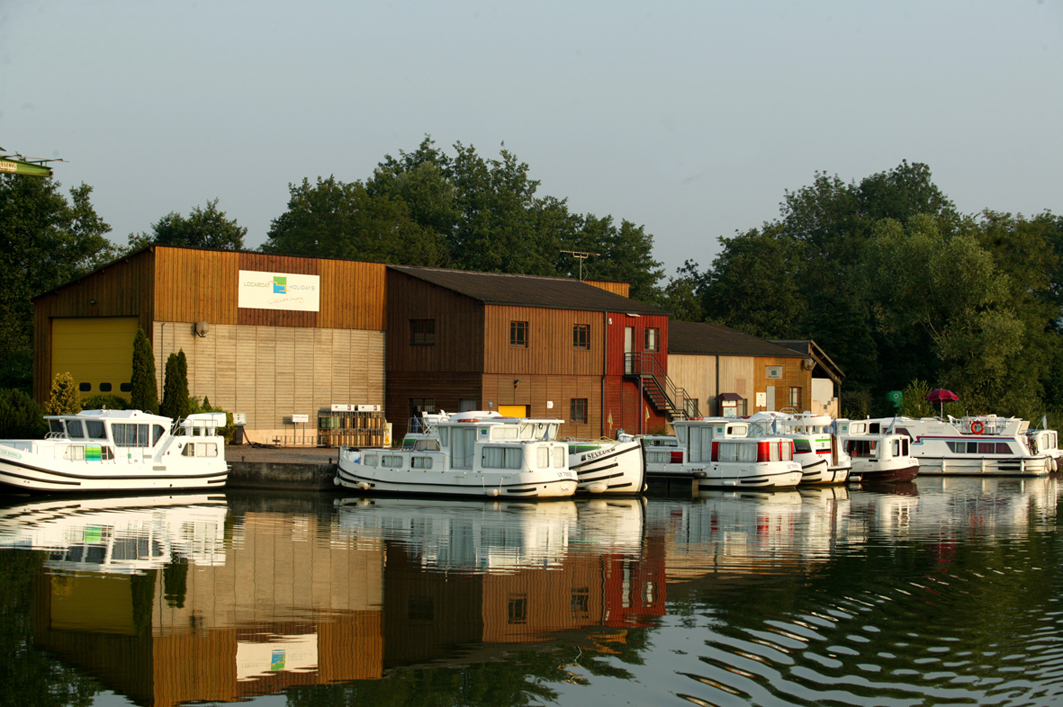
Port de plaisance de Scey-sur-Saône.

### Loisirs aquatiques et nautiques
Le département possède plusieurs parcs de loisirs aquatiques et bases nautiques :
- La plage à Autet baignade, activité nautique, camping et restaurant guinguette;
- Ludolac à Vaivre-et-Montoille dans l'agglomération de Vesoul ;
- Complexe aquatique ludique des Jardins de l’Étang à Noidans-le-Ferroux ;
- Base nautique de la base de loisir de la Saline à Lure ;
- Base nautique du bassin de Champagney ;
- Base nautique des ballastières de Champagney.

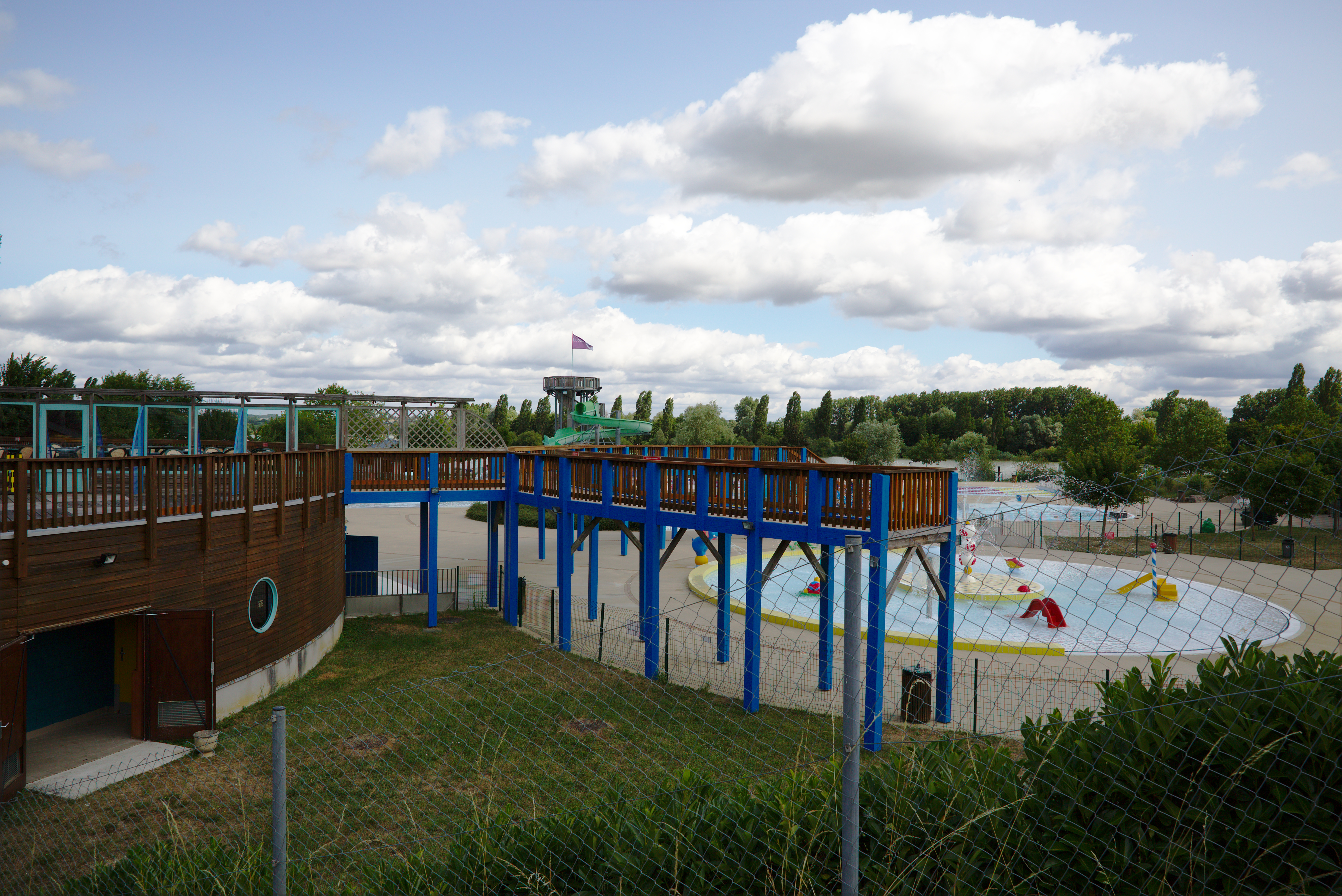
Ludolac.
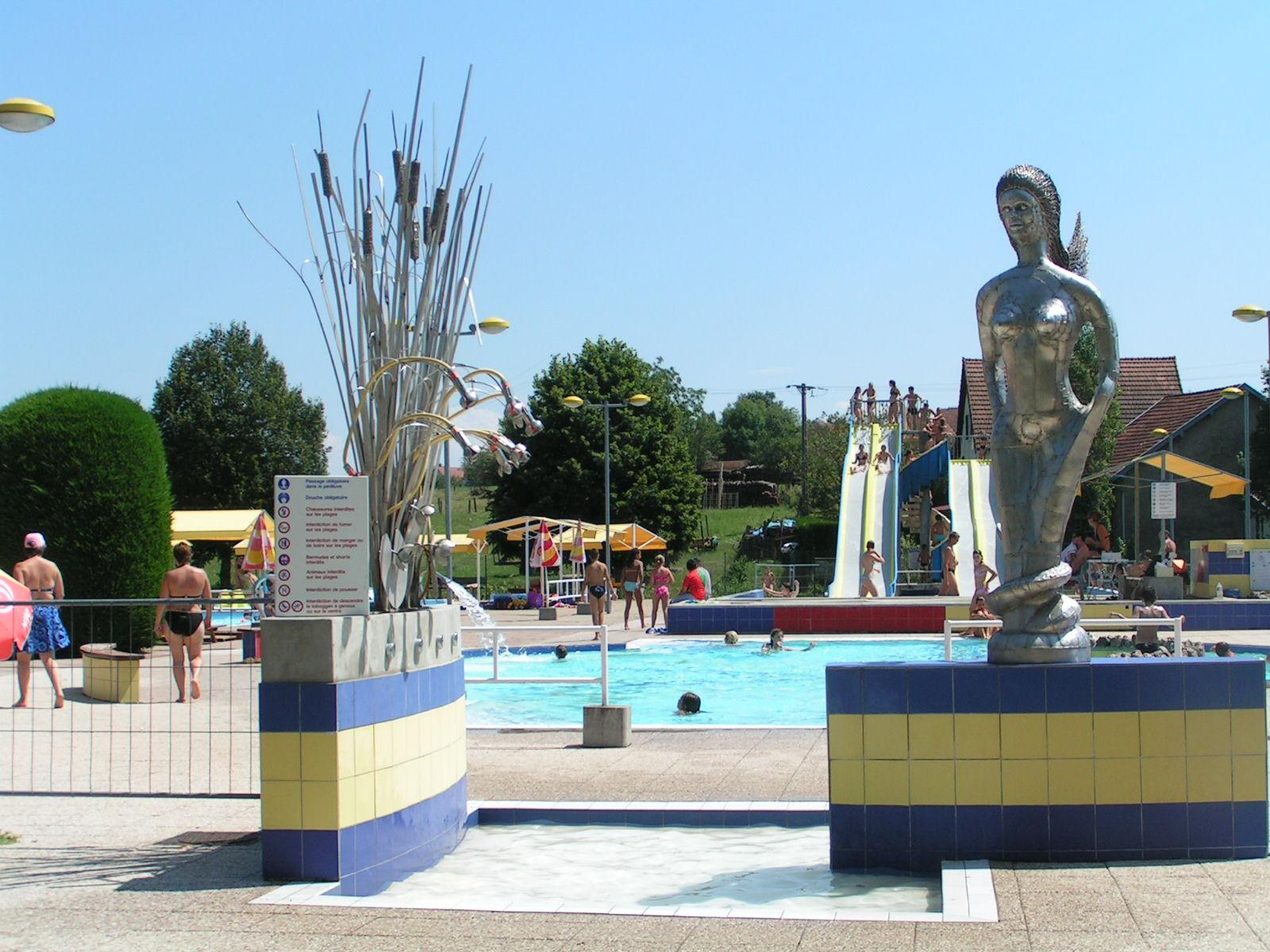
Complexe aquatique ludique des Jardins de l’Étang à Noidans-le-Ferroux.
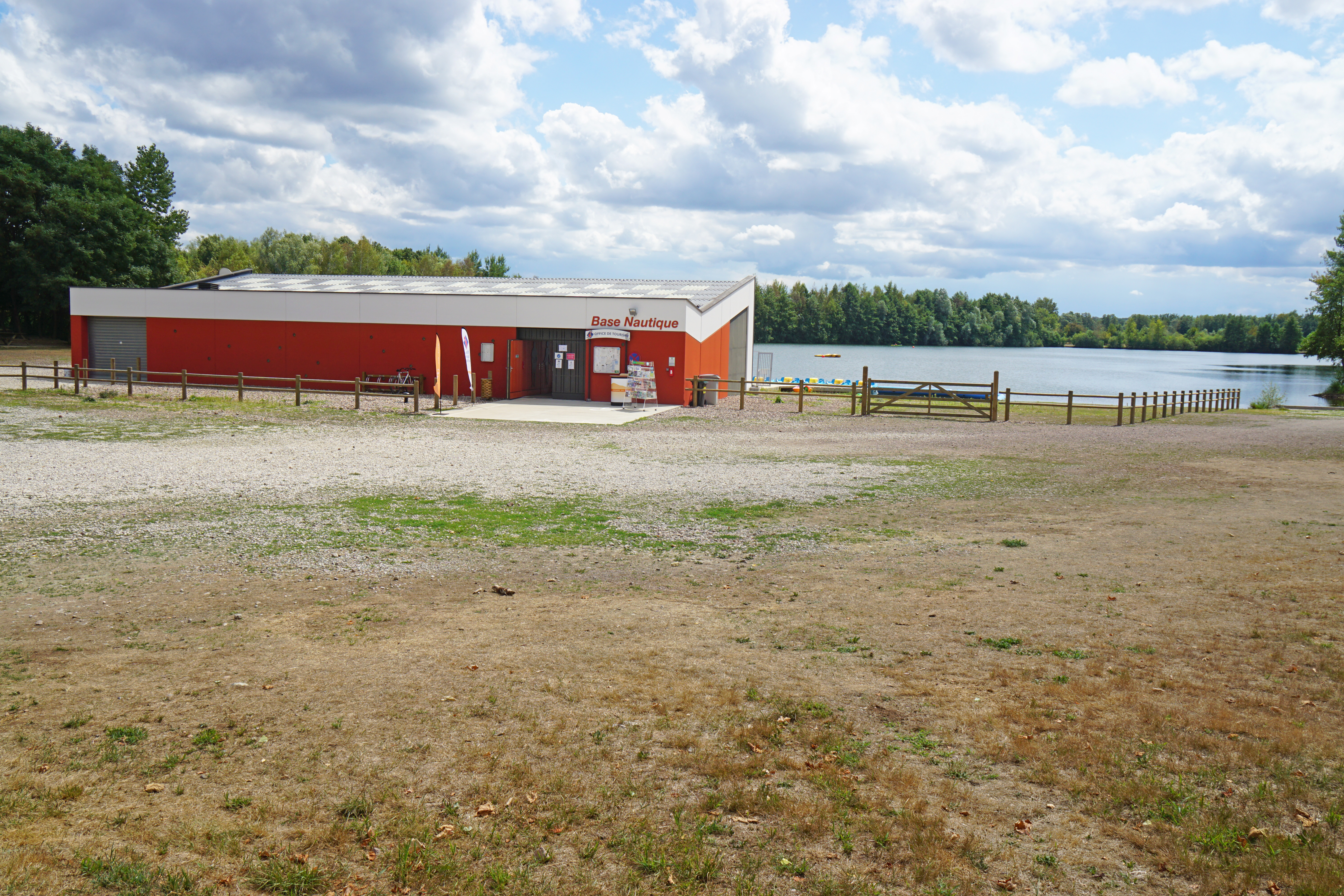
Base nautique et office de tourisme estival de la base de loisir de la Saline à Lure.
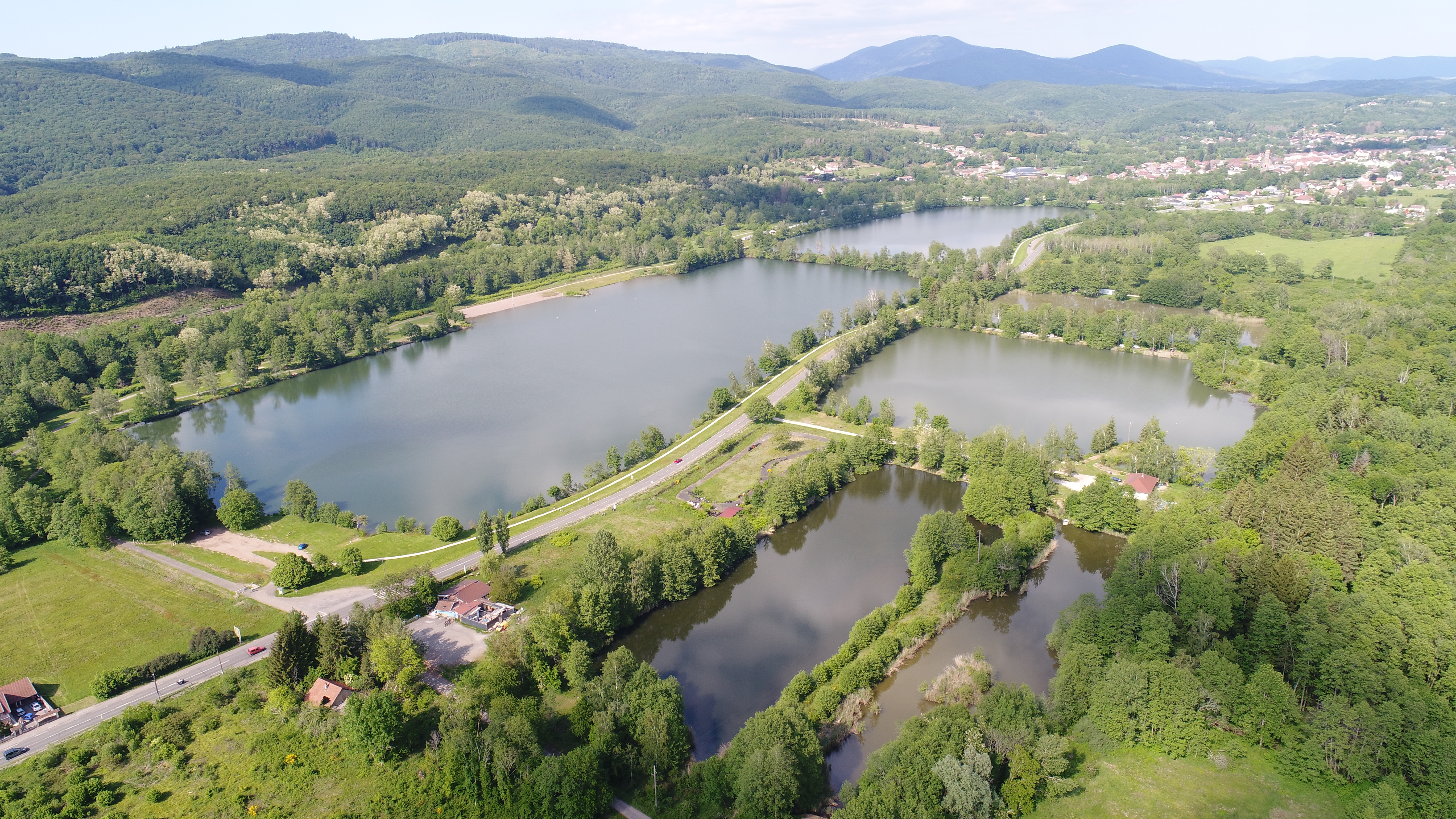
Les ballastières de Champagney surplombées par les Vosges dont la Planche des Belles Filles.
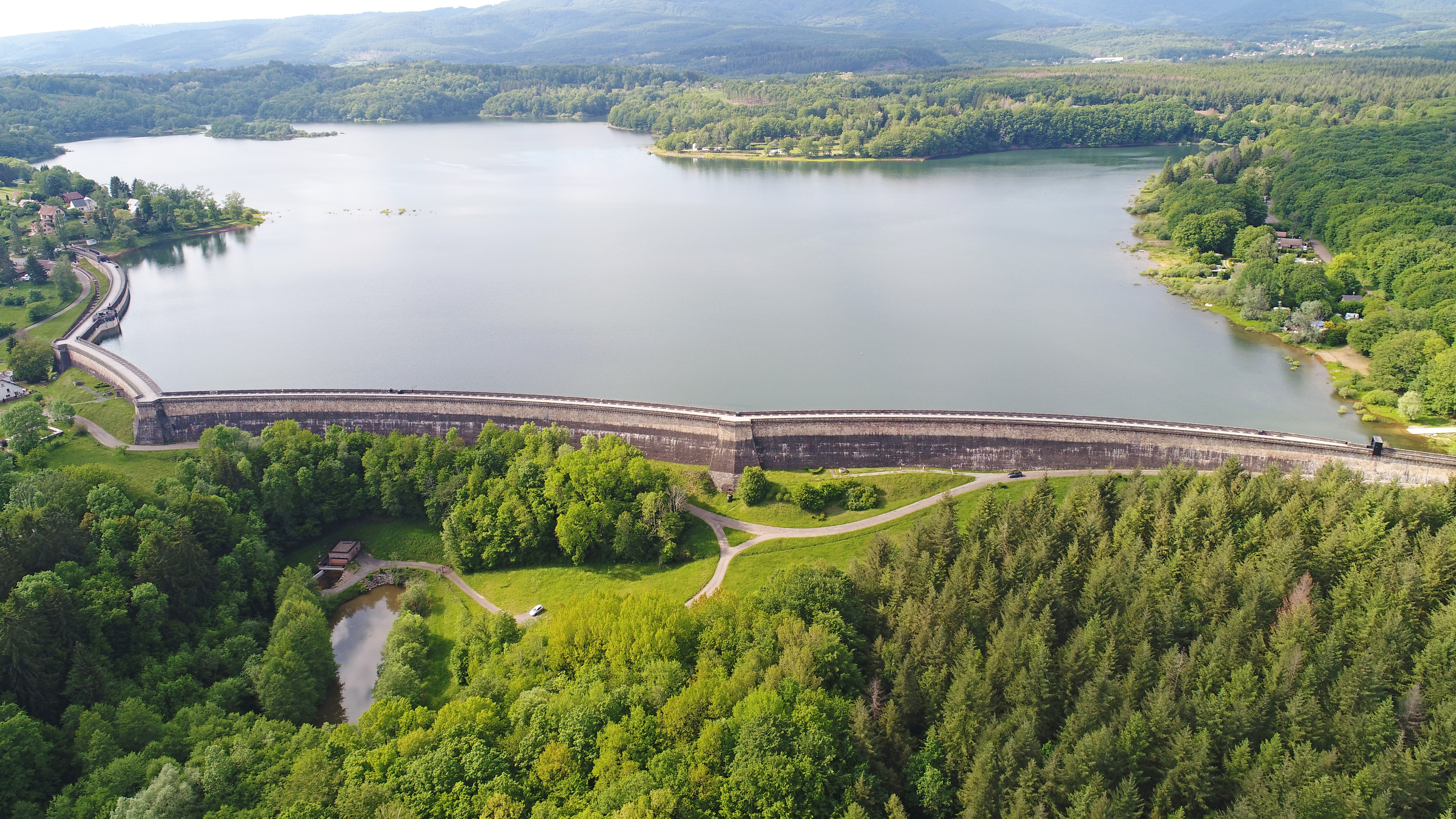
Le bassin de Champagney.

## Aspects économiques
En 2004, l'activité touristique dans le département représentait environ 85 millions d’euros de dépense touristique, soit 2 millions de nuitées touristiques. Ce résultat place ce département français à la 91e place sur 95 (cf. mémento national du tourisme 2007).
L’offre en matière d’hébergement représente environ 50 000 lits touristiques, dont 10 000 seulement présentent un caractère marchand.
En 2023, le département à connu une hausse de 21,8 % de fréquentation touristique (270 000 nuitées au total), essentiellement porté par des touristes français dans les campings  et les hôtels. Cette hausse est très importante par rapport au reste de la région Bourgogne-Franche-Comté qui s'établis à +3 %,.

## Cyclotourisme
Dans les années 2010, le cyclotourisme se développe particulièrement dans le département, notamment sous l'impulsion du cyclisme à la Planche des Belles Filles. Le réseau cyclable cumule une longueur de 760 km répartie en 21 circuits. Le conseil départemental de la Haute-Saône désire faire du département une « terre d’itinérance à pied, à vélo, en bateau, à cheval ».
- Voie verte le Chemin vert ;
- Vélo-rail de Vesoul-Vaivre.

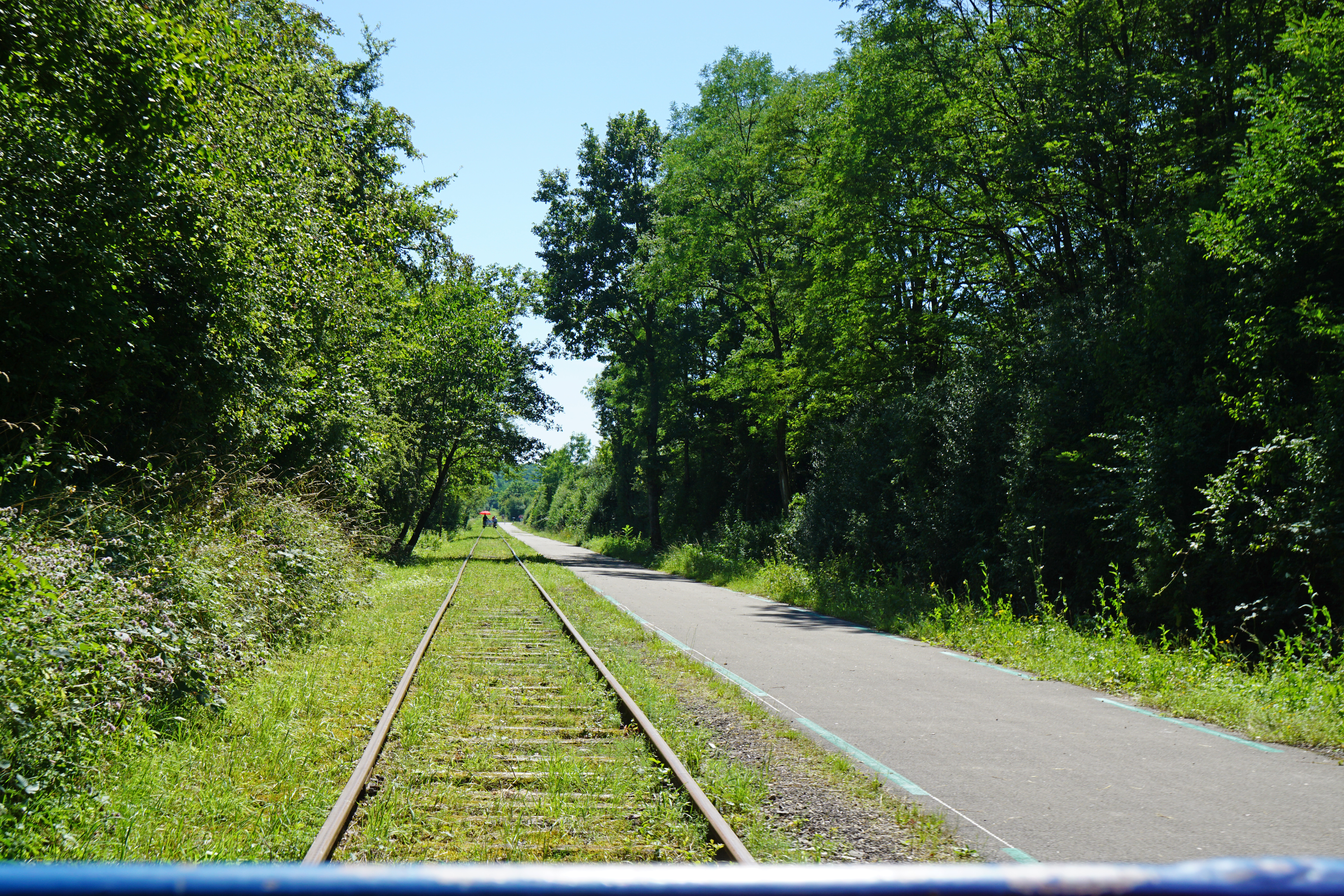
La véloroute et le vélorail de la ligne de Vaivre à Gray.
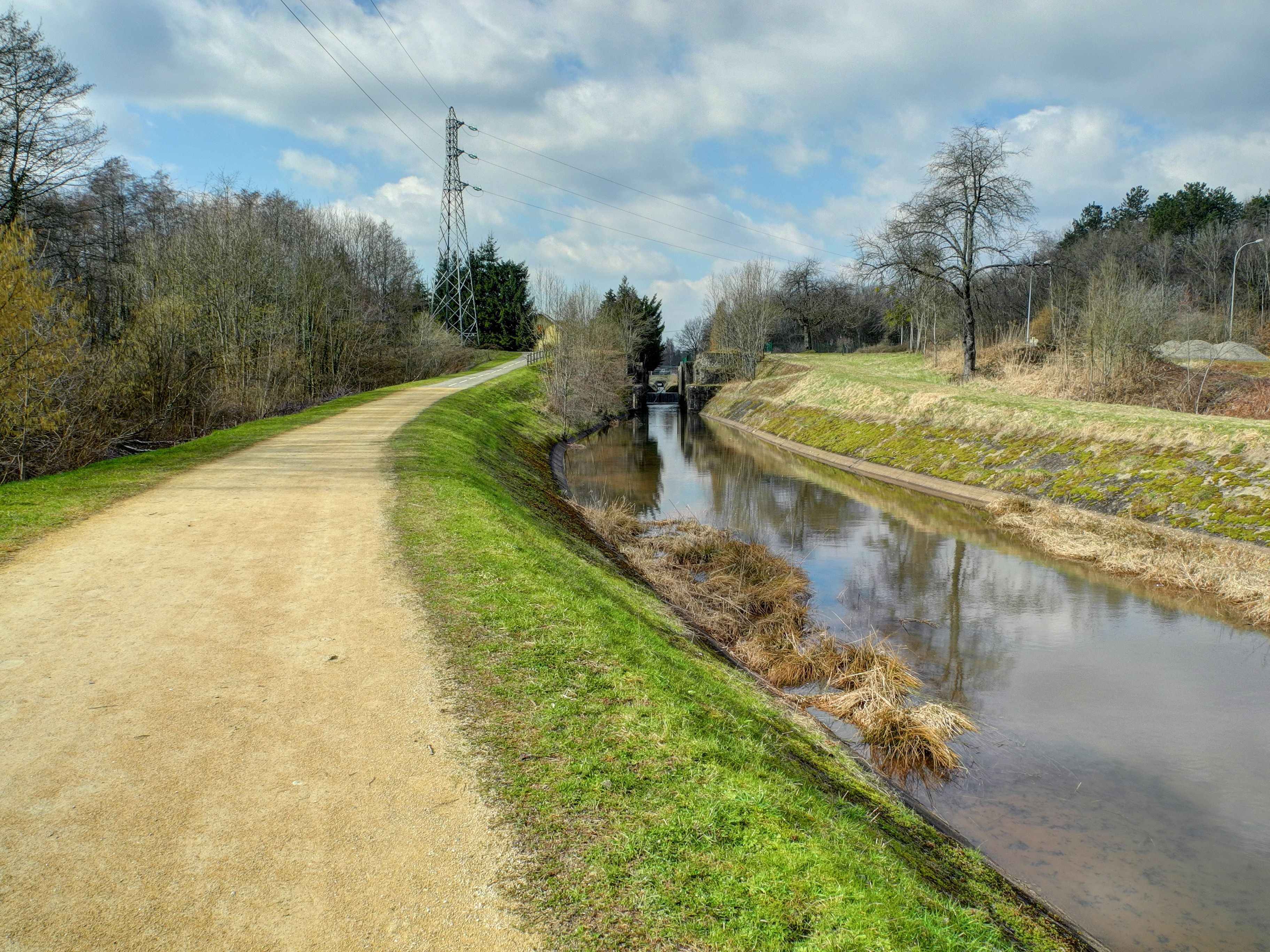
Coulée verte du canal de Belfort à Montbéliard (à Châlonvillars).
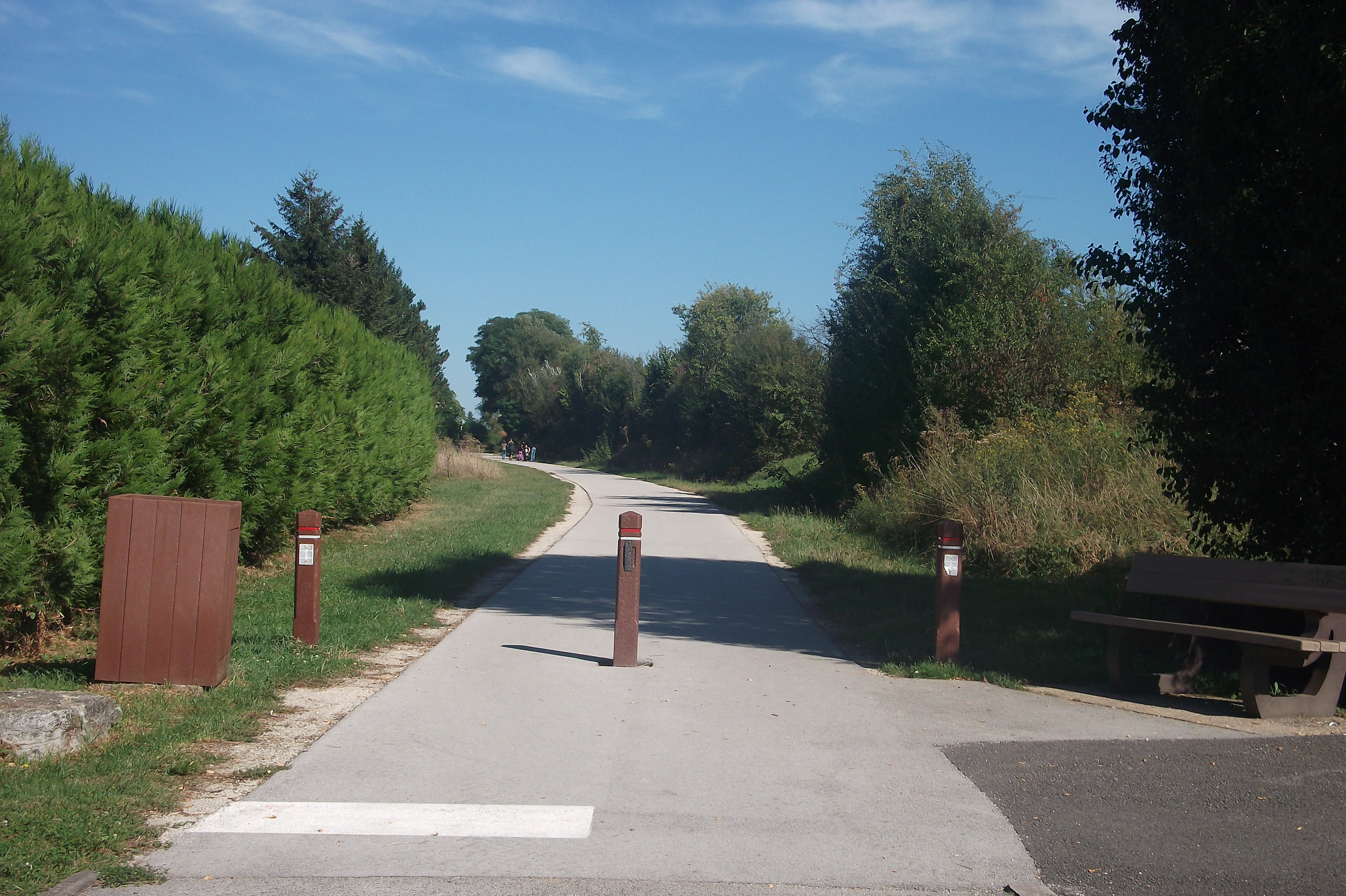
Voie verte le Chemin vert à Vesoul.
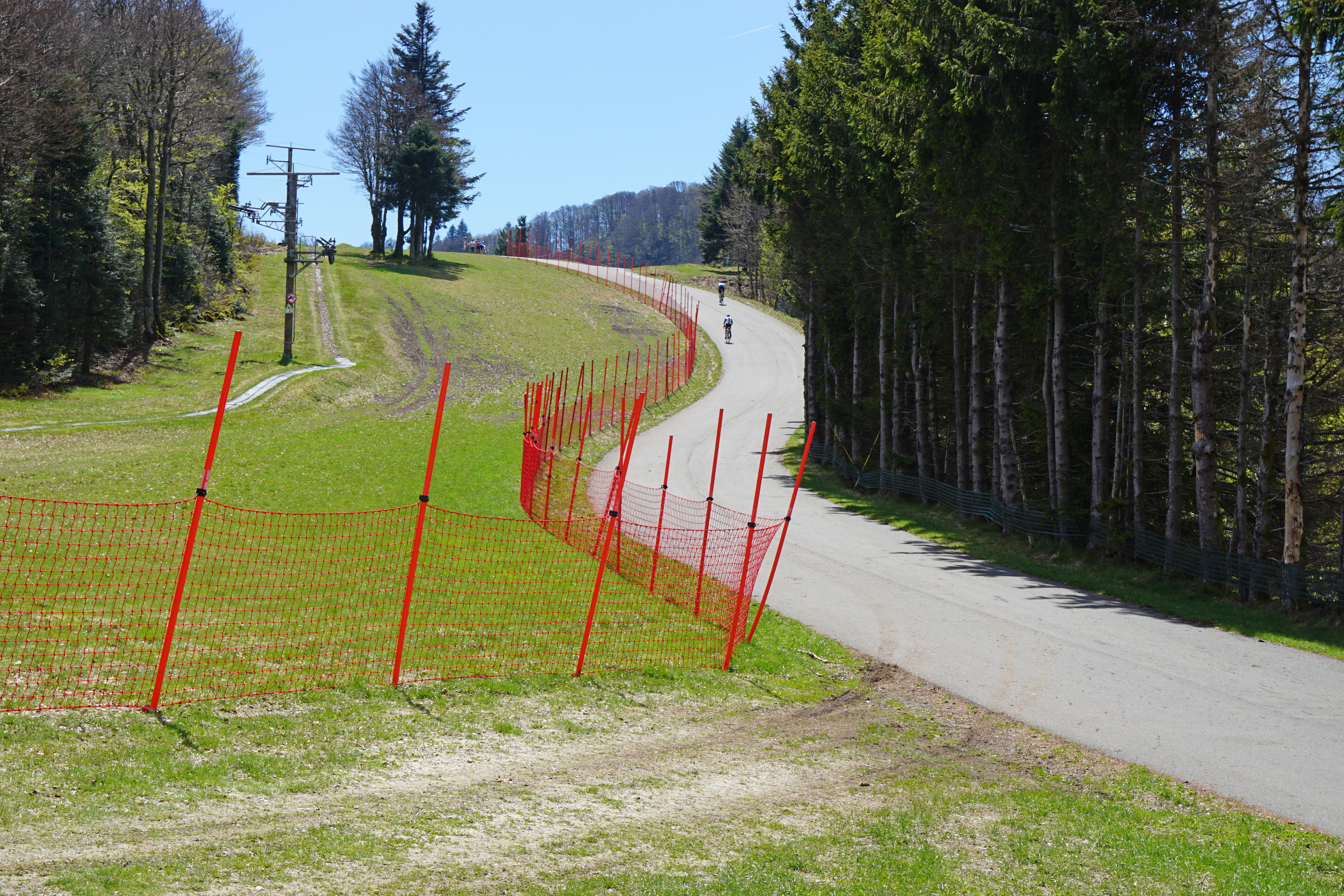
La montée cycliste finale de l'ascension de la Planche des Belles Filles empruntée par le Tour de France.

## Gastronomie
Quelques spécialités culinaires existent dans le département, notamment :
- Jambon de Luxeuil
- Gandeuillot (charcuterie)
- Biscuit de Montbozon
- Cancoillotte (formage à pâte fondue)
- Munster (formage à pâte molle)
- Griottines (petites cerises aigres, macérées dans une liqueur kirschée)
- Kirsch de Fougerolles, eau-de-vie bénéficiant d'une appellation d'origine contrôlée (AOC) et inscrit à l'inventaire du patrimoine culturel immatériel en France depuis 2018.

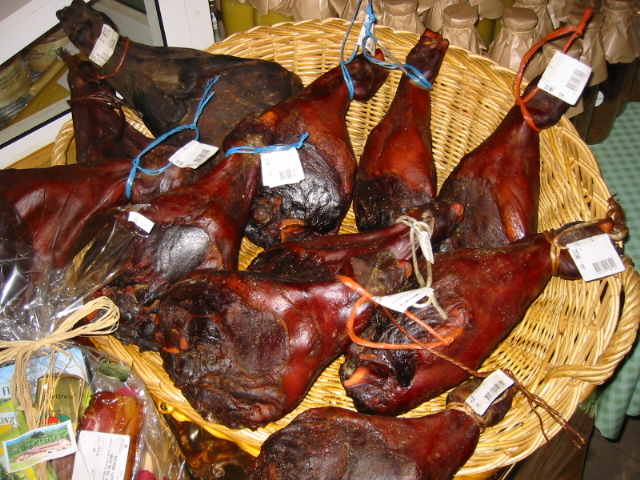
Jambon de Luxeuil.
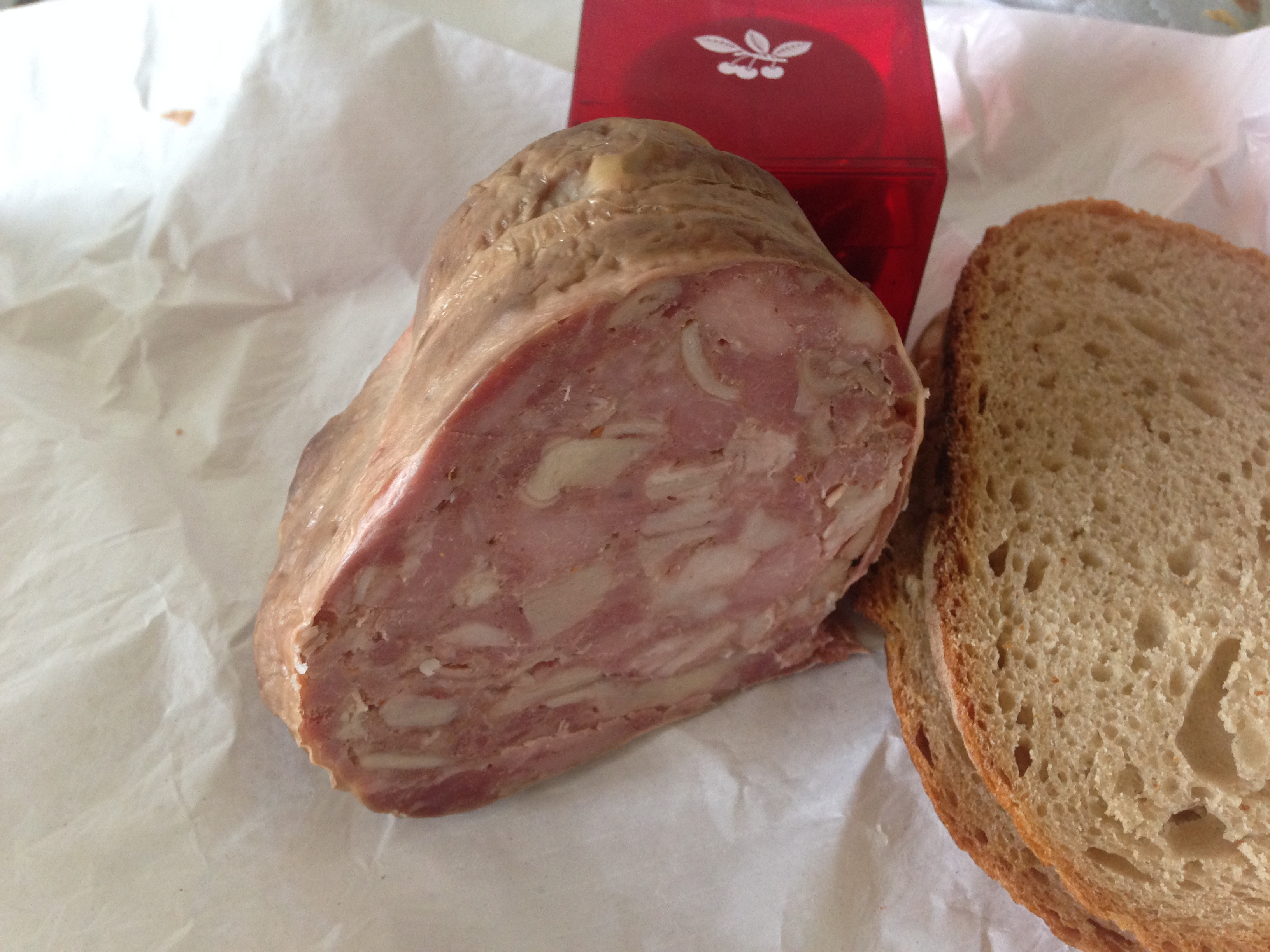
Morceau de gandeuillot. La coupe présente des morceaux grossiers bien visibles de gras et de maigre.
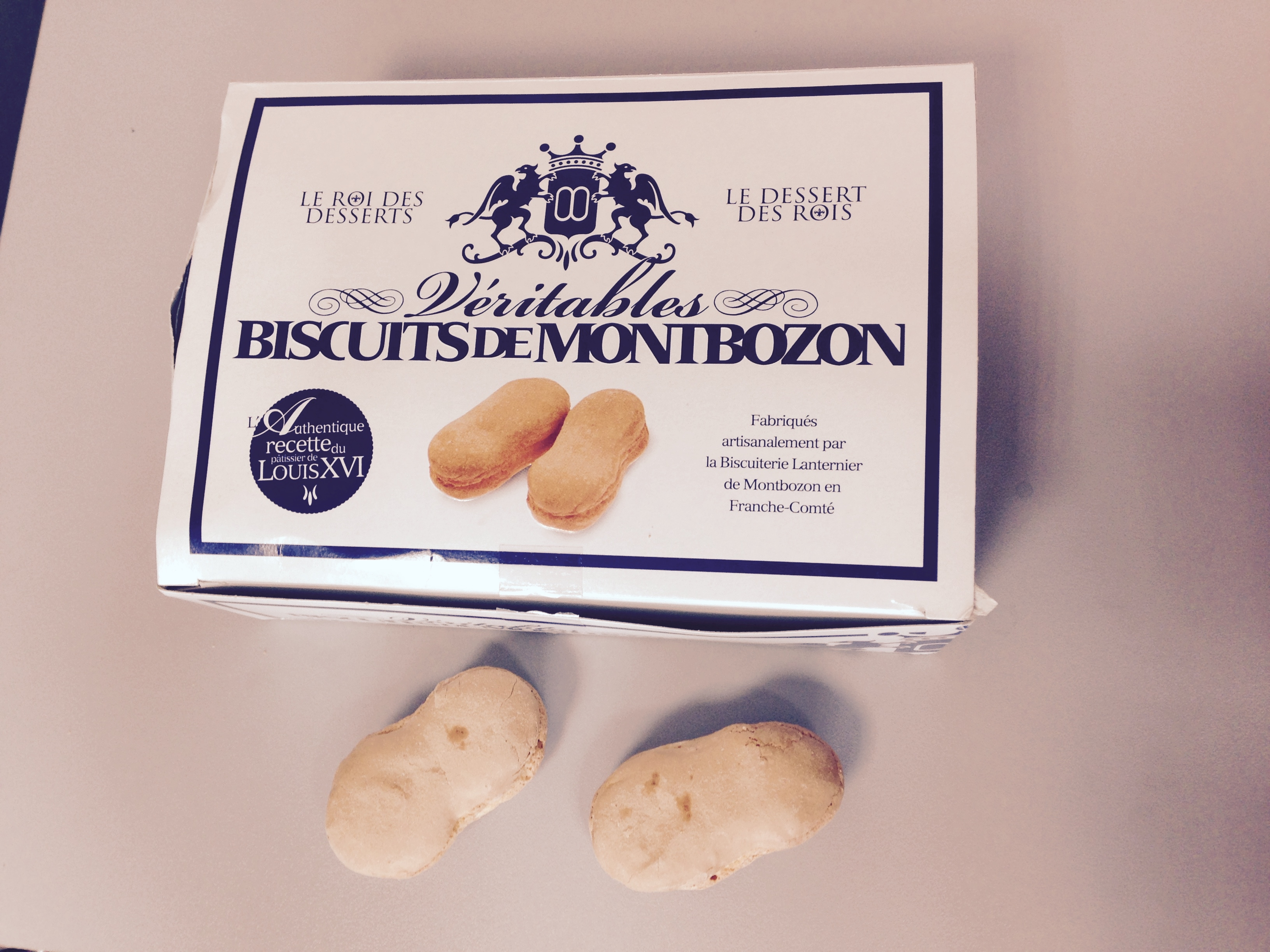
Biscuits de Montbozon devant leur boîte.
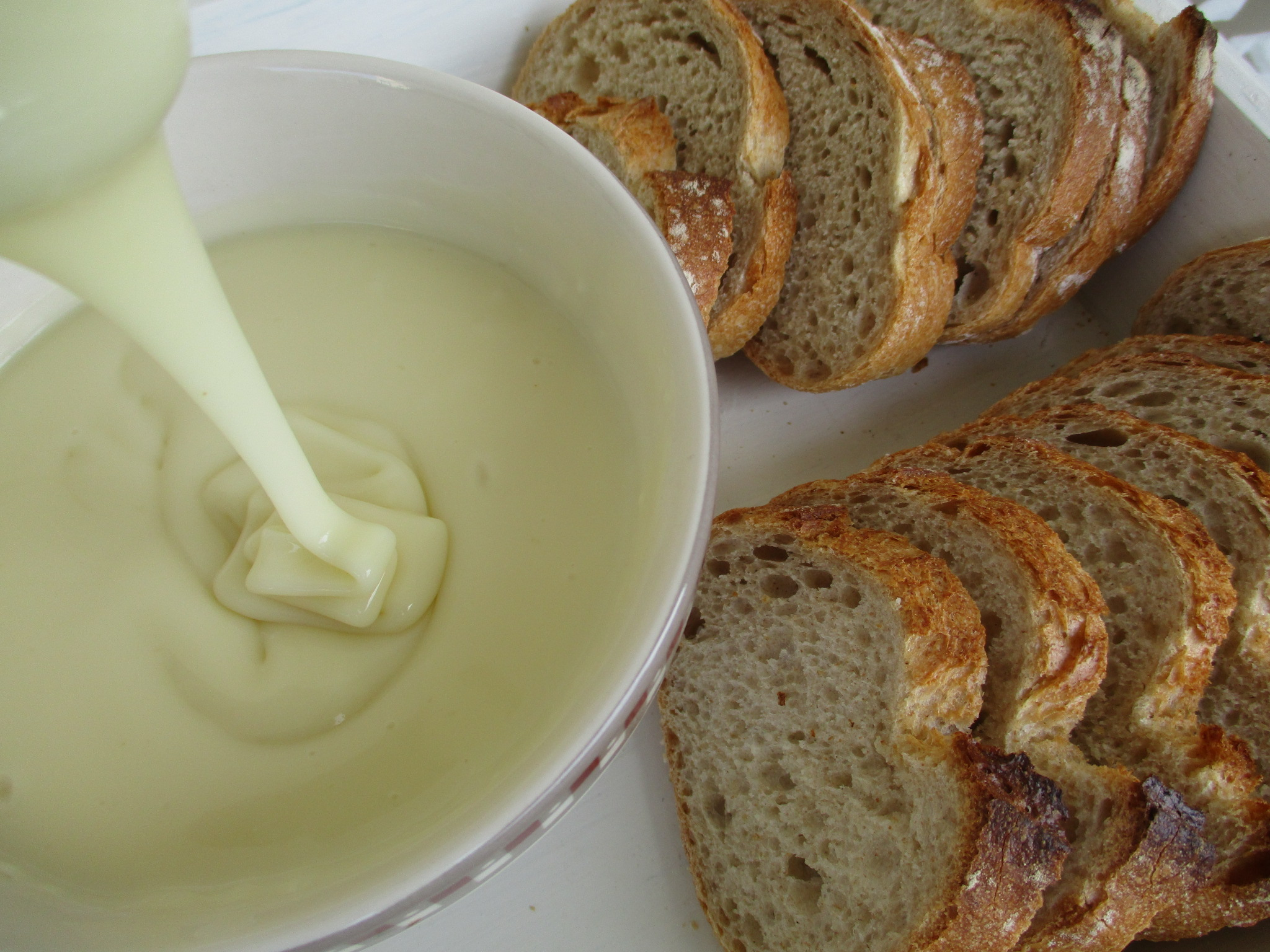
Bol de Cancoillotte, et pain de campagne.
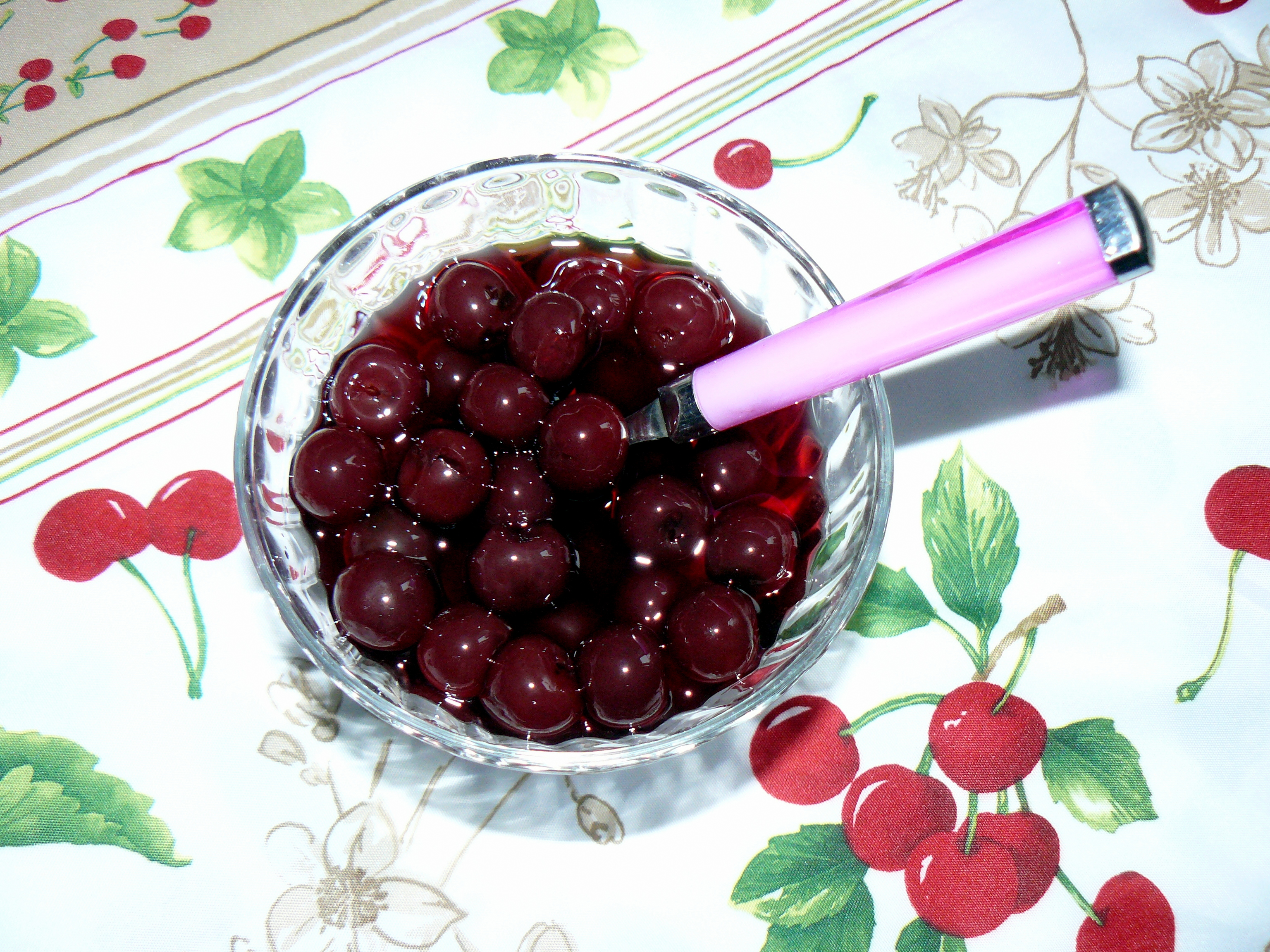
Griottines de Fougerolles.
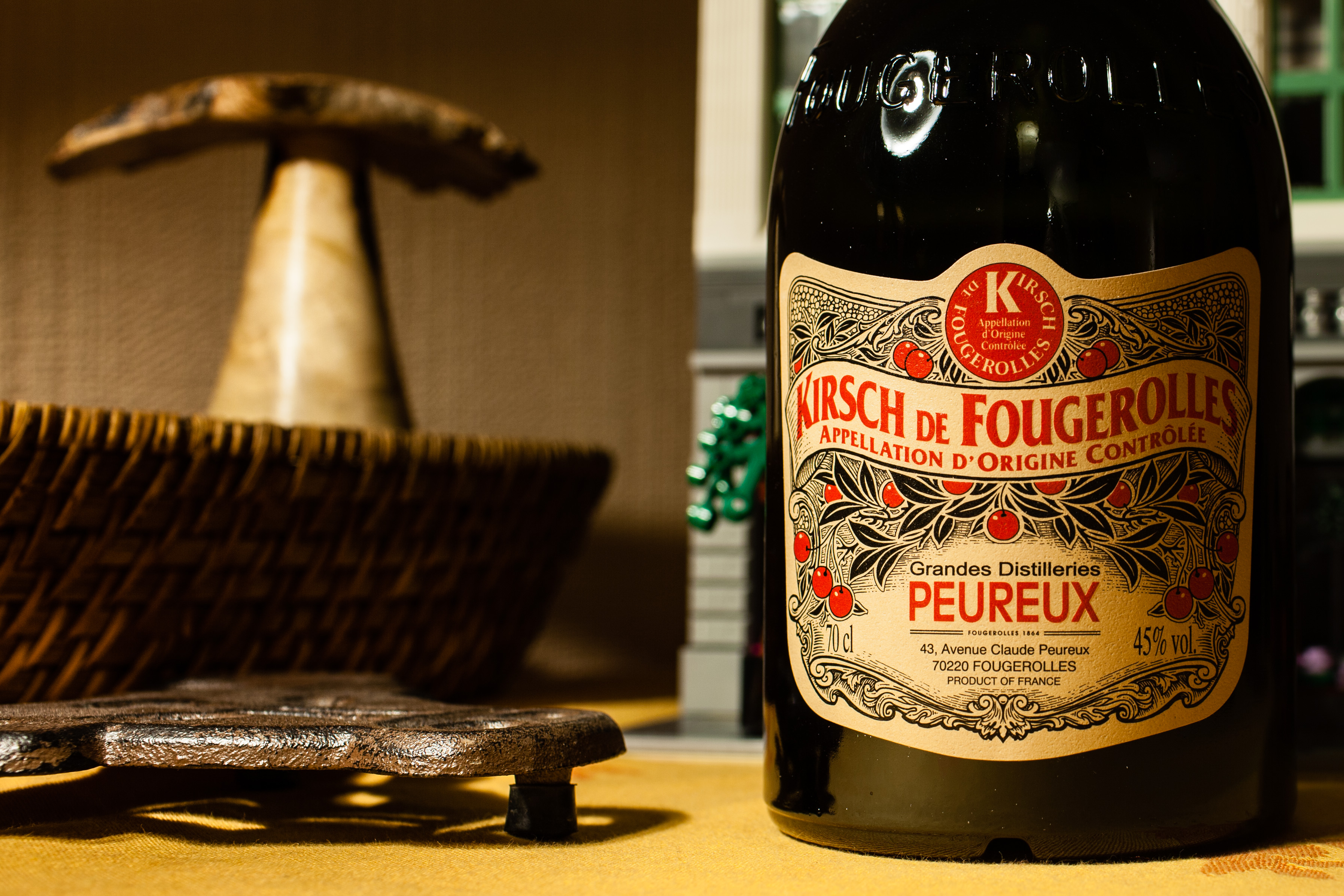
AOC Kirsch de Fougerolles (distillerie Claude Peureux).